# Il'ja Efimovič Repin
Il'ja Efimovič Repin (in russo Илья Ефимович Репин?, in ucraino Ілля Юхимович Рєпін?, Illja Juchymovyč Rjepin, in finlandese Ilja Jefimovitš Repin; Čuhuïv, 5 agosto 1844 – Kuokkala, 29 settembre 1930) è stato un pittore e scultore russo di origine ucraina.
Repin rappresenta con la sua opera una delle più significative manifestazioni della cultura artistica russa della seconda metà del XIX secolo. Per la varietà di interessi e per la rappresentazione in arte dei più disparati aspetti della vita e della società, non ha eguali nella pittura russa, né precedente, né contemporanea. A lui si ispirò la pittura sovietica realista.

## Biografia

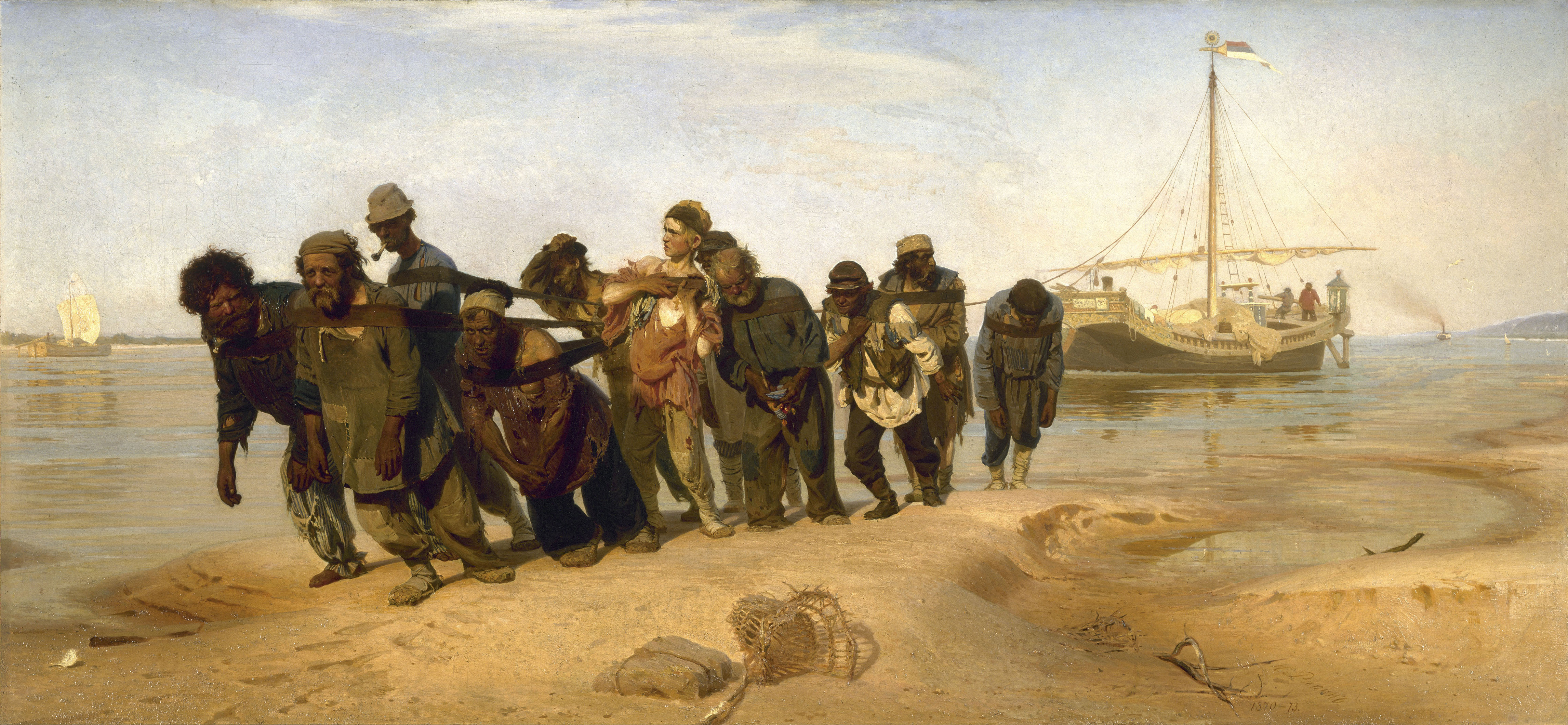
I battellieri del Volga, 1870–1873 (Museo russo, San Pietroburgo)

Nato a Čuhuïv (all'epoca parte del governatorato di Char'kov), il 5 agosto (24 luglio) 1844, figlio di un modesto ufficiale, Yefim Vasilyevich Repin (1804-1894), e di Tatiana Stepanovna Bocharova Repina (1811-1880), dopo il suo apprendistato con un pittore di icone chiamato Bunakov, nel 1866 si trasferì a San Pietroburgo per studiare presso l'Accademia Imperiale di Belle Arti. Grazie a una borsa di studio dell'Accademia, dove aveva vinto la medaglia d'oro con il dipinto La resurrezione della figlia di Giairo (vedi sotto, nella galleria immagini delle Opere), dal 1873 al 1876 soggiornò in Italia e a Parigi. A contatto con gli Impressionisti francesi, mutuò da questi il gusto per il colore vivo e luminoso, che reinterpretò genialmente nei suoi quadri raffiguranti contadini, pescatori e scene di vita di mercato.
Nel 1878 si unì al movimento artistico denominato degli Ambulanti, o Itineranti. Dal 1882 visse a San Pietroburgo, viaggiando spesso all'estero. Immortalò molti dei suoi connazionali più famosi, come Tolstoj, Mendeleev, Pobedonoscev e Musorgskij; la sua ritrattistica rimase insuperabile in tutti i soggetti raffigurati: uomini, donne, bambini, compresi i ritratti storici, forzatamente non realistici. Il ritratto di Musorgskij, per esempio, è una delle migliori opere di Repin e anche di tutta la ritrattistica russa del periodo. Il quadro fu dipinto nel corso di quattro sessioni, dieci giorni prima della morte del compositore, in ospedale. Secondo le parole di un testimone, «con tutti i possibili inconvenienti, il pittore non aveva nemmeno un cavalletto e doveva appoggiarsi a una scrivania davanti alla quale il paziente Mussorgskij sedeva in una poltrona». Repin rifiutò di essere pagato per il dipinto e anzi contribuì alla creazione di un monumento dedicato al musicista.

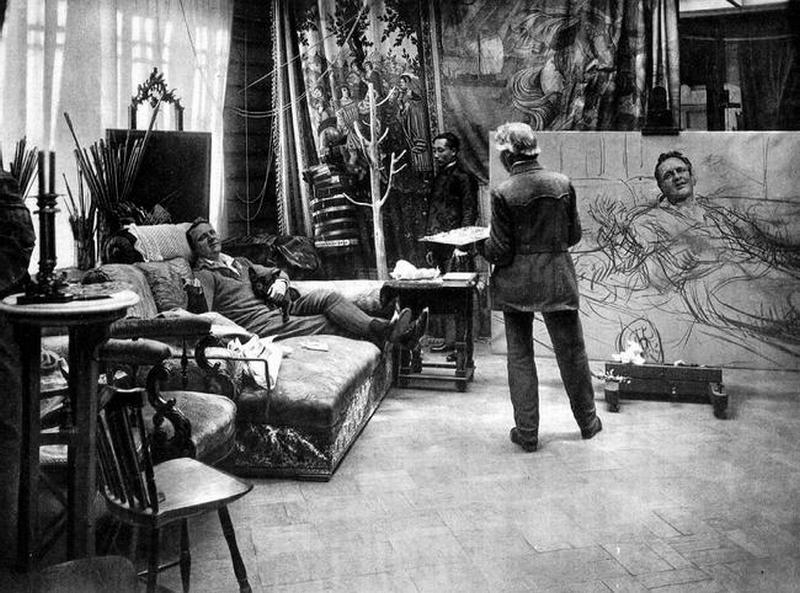
Repin mentre ritrae il basso russo Fëdor Ivanovič Šaljapin

Nel 1903 fu incaricato dal governo russo di realizzare il suo progetto più grandioso, una tela di 400 × 877 centimetri, che raffigura una sessione cerimoniale del Consiglio di Stato per celebrare il suo centenario del 7 maggio 1901. Dopo la Rivoluzione del 1917, la sua residenza I Penati, a Kuokkala, situata a nord di San Pietroburgo, fu annessa alla Finlandia. Fu perciò invitato da Lenin a tornare in Russia, ma Repin rifiutò dichiarando di essere troppo vecchio per viaggiare ancora. Tornò in Russia solo in seguito alle suppliche del Ministro della Pubblica Istruzione dell'Unione Sovietica nel 1926.
Uno dei dipinti più complessi di Repin, I cosacchi dello Zaporož'e scrivono una lettera al sultano di Turchia, occupò molti anni della sua vita. Repin ideò l'opera in seguito a letture svolte per passatempo, ma il pittore credeva davvero negli ideali dei cosacchi: libertà, eguaglianza e fratellanza; in breve, nel repubblicanesimo cosacco. Iniziato alla fine degli anni 1870, il quadro fu completato solo nel 1891. Fu subito acquistato dallo zar Alessandro III, che pagò ben 35.000 rubli per l'opera, una cifra enorme per l'epoca. Il dipinto, di grandi dimensioni, coglie appieno il divertimento dei cosacchi mentre sono intenti ad inventare insulti e volgarità da inserire in una lettera di risposta a quella indirizzata loro dal Sultano Mehmet IV.

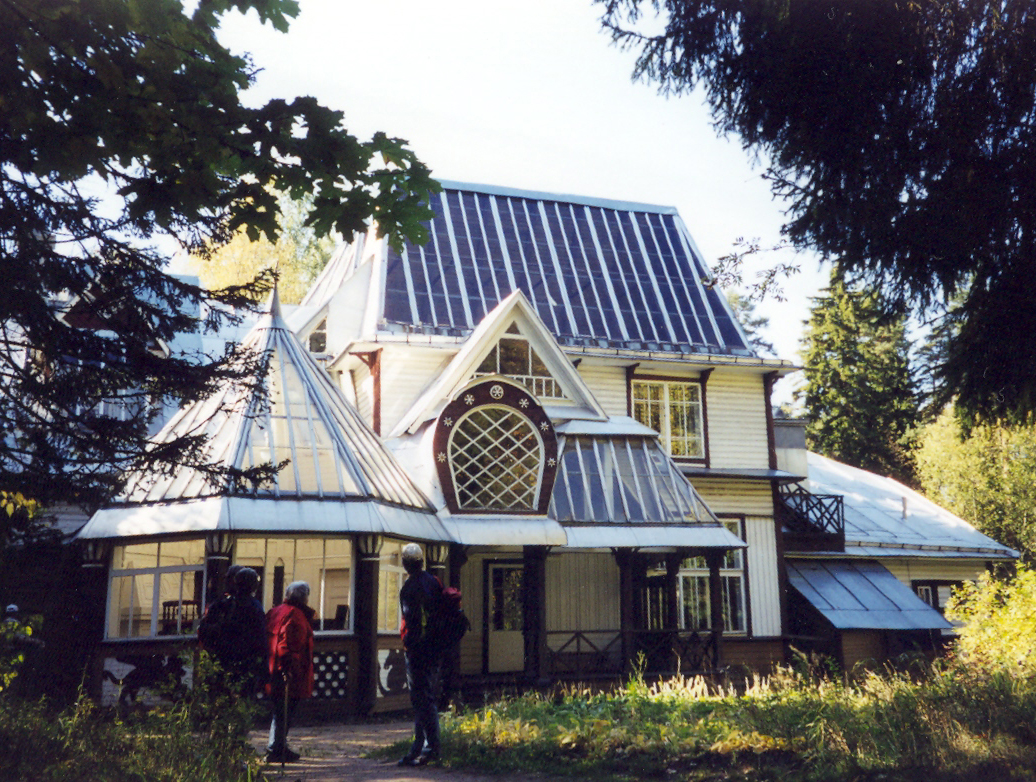
La dacia dell'artista, I Penati (ora museo), nel villaggio di Repino (ex Kuokkala)

Repin prese parte a numerose mostre internazionali: Vienna (1873), Parigi (1878 e 1900), Berlino (1896), Venezia (1897) e Roma (1911). Insegnò all'Accademia di San Pietroburgo. La cittadina in cui morì, Kuokkala, è stata poi ribattezzata in suo onore Repino nel 1948, all'epoca della sua morte era in Finlandia ed è successivamente entrata a far parte della Russia, nel 1930. A lui è stato intitolato l'asteroide scoperto nel 1969, 2468 Repin.

## Opere

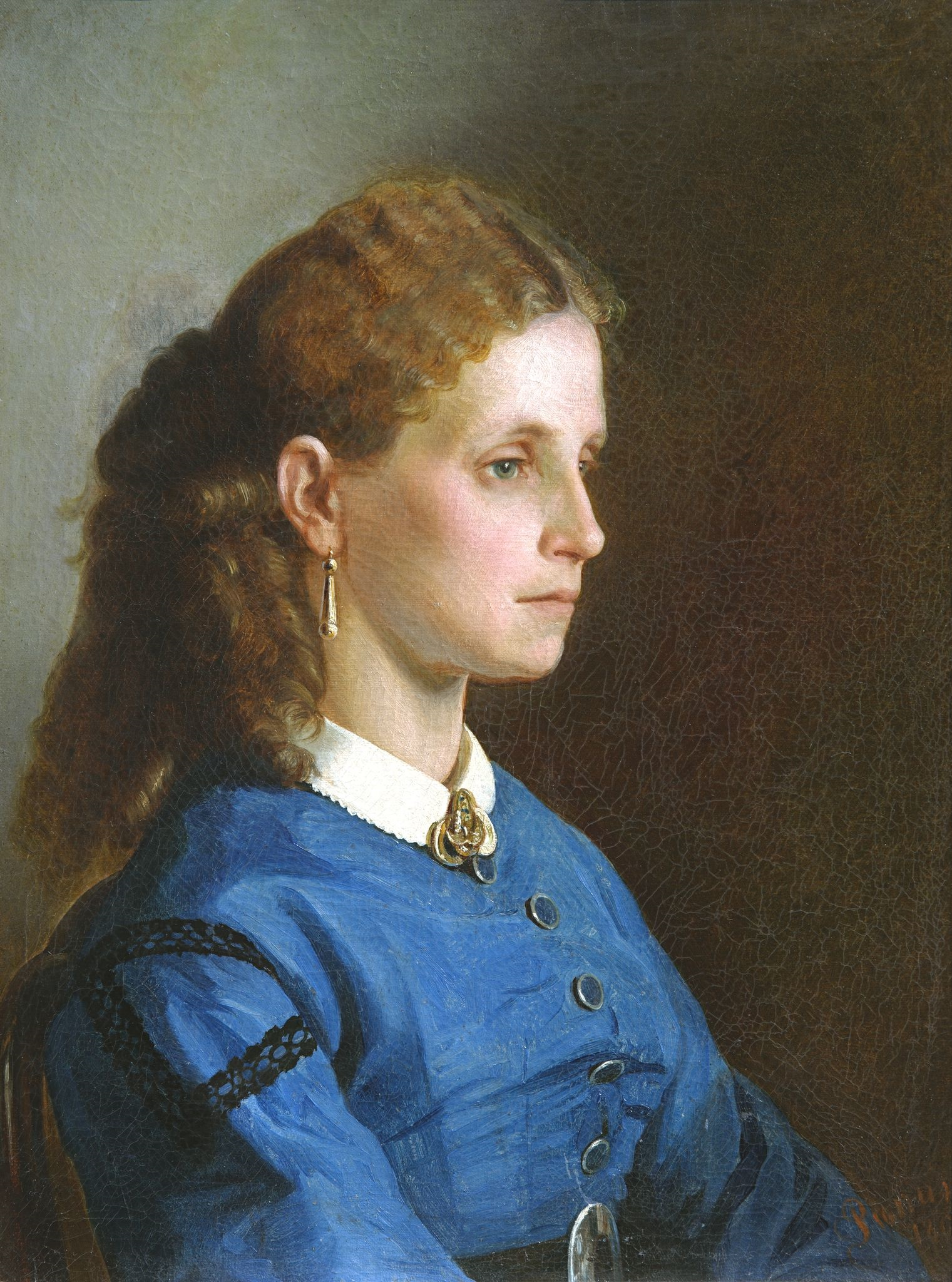
Ritratto di Janickaja, 1865, Galleria Tret'jakov
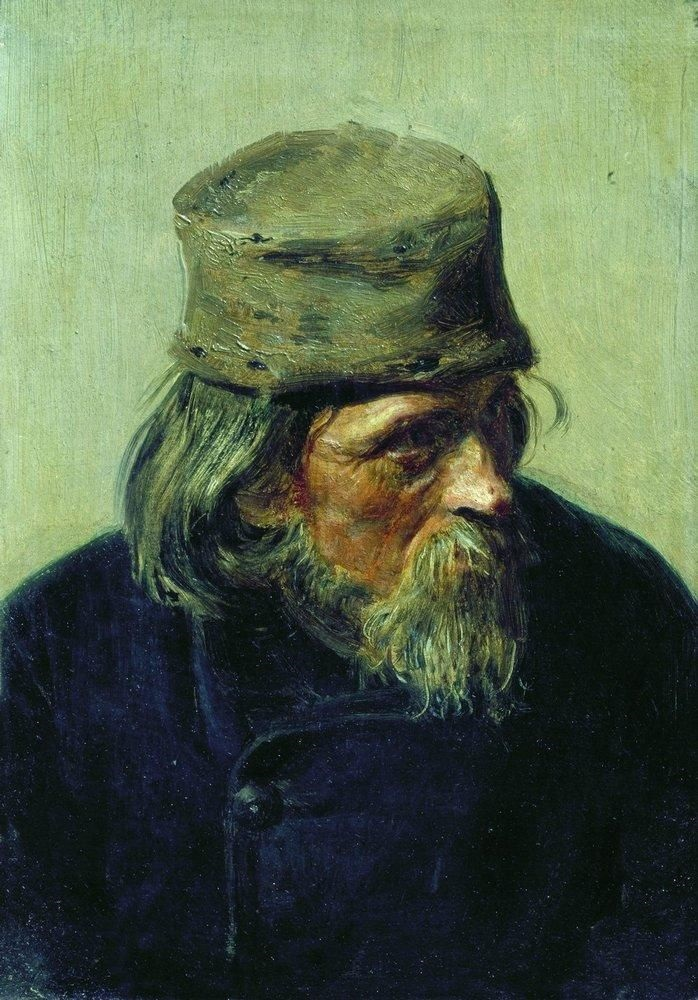
Venditore di opere studentesche all'Accademia delle Arti, 1870
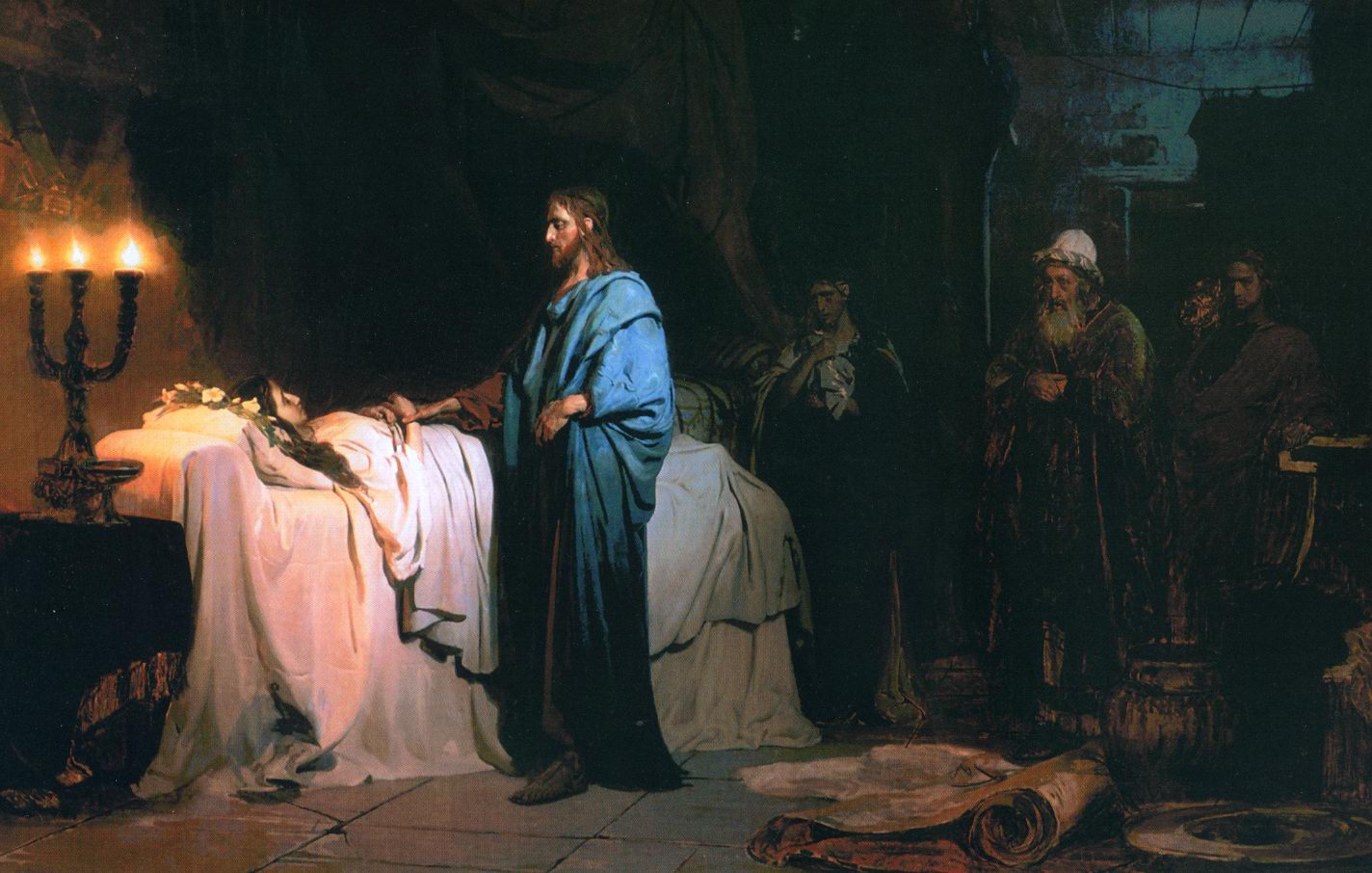
La Risurrezione della figlia di Giairo, 1871
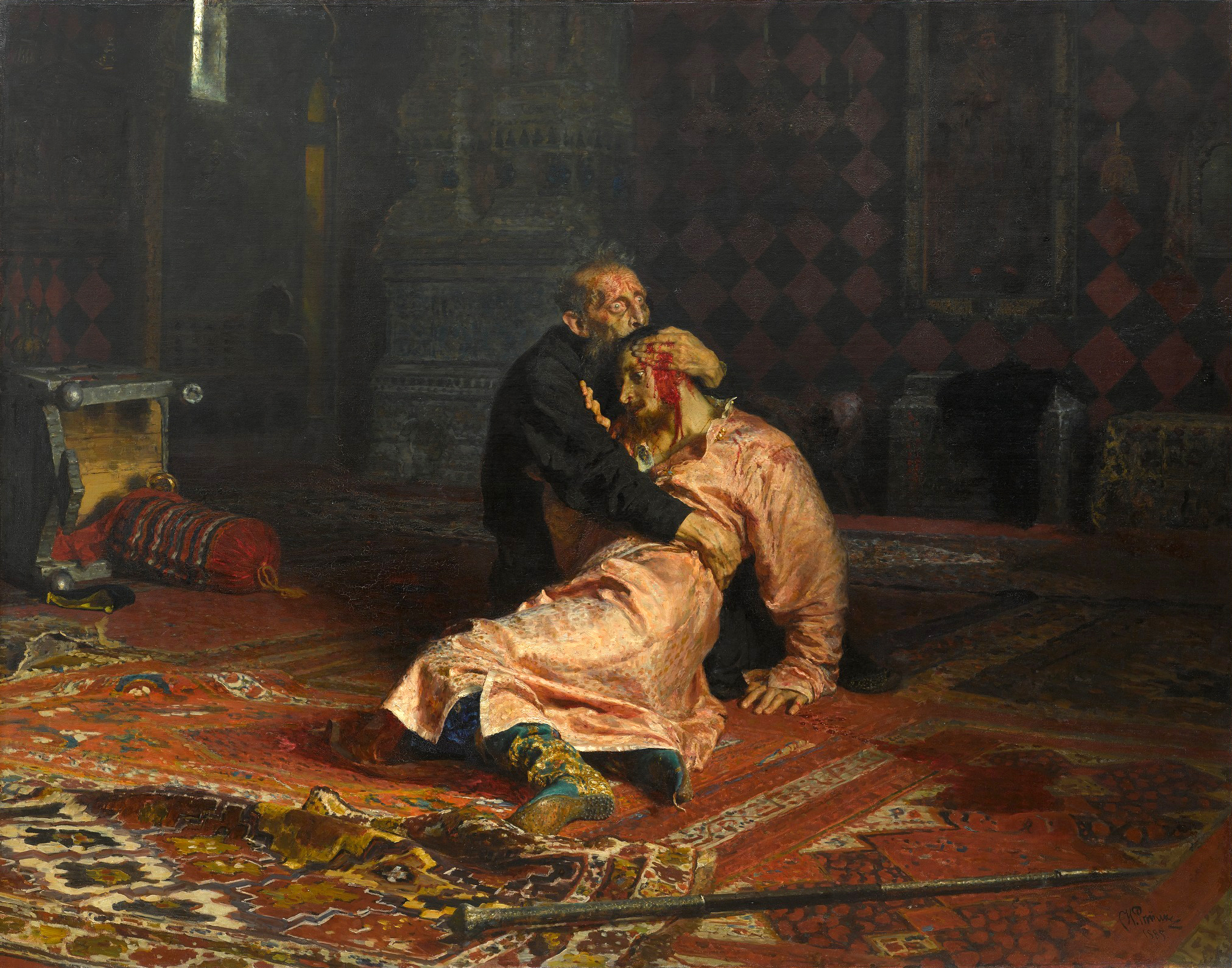
Ivan il Terribile e suo figlio Ivan il 16 novembre 1581, 1870–1873 (Galleria Tret'jakov, Mosca)
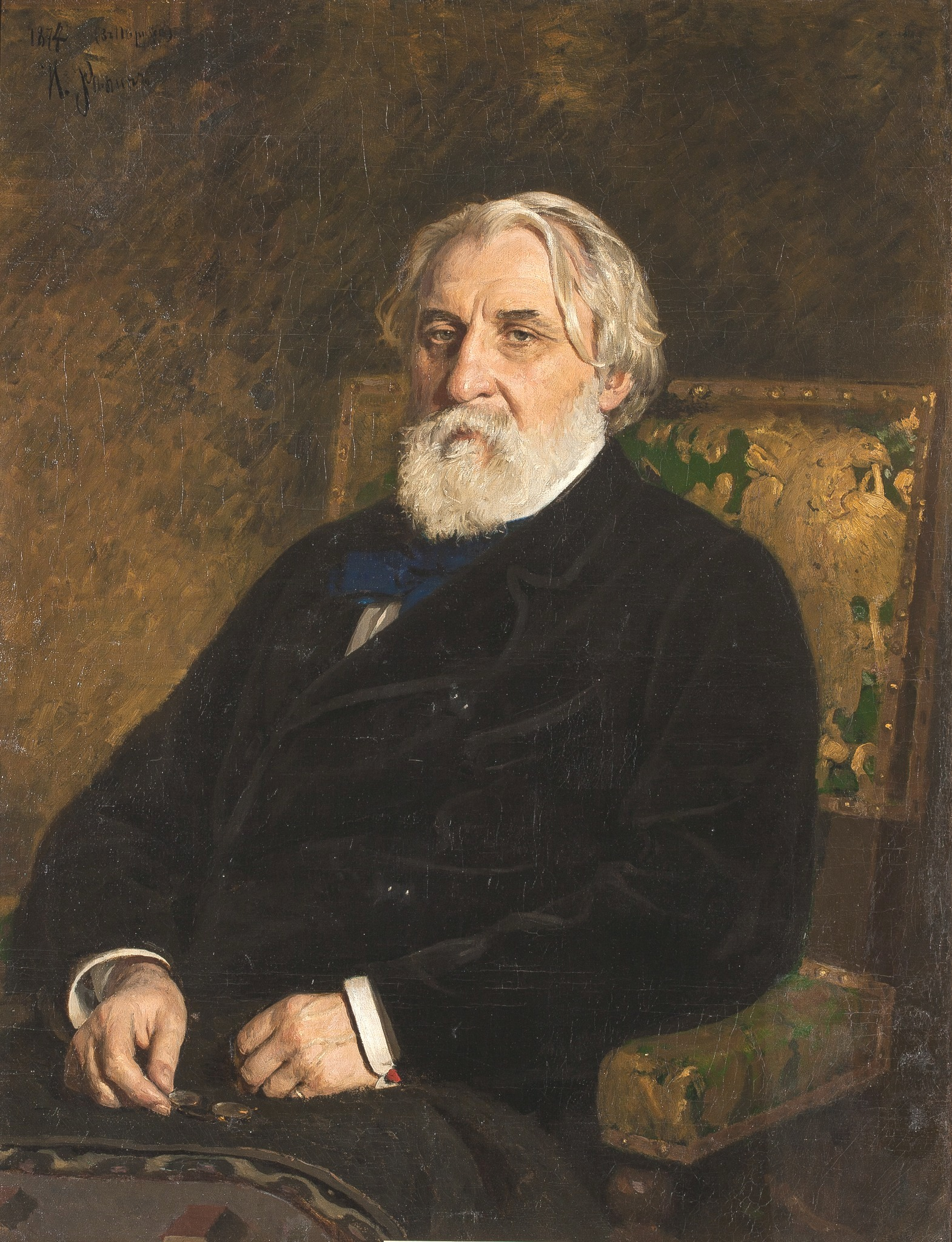
Ritratto di Ivan Turgenev, 1874
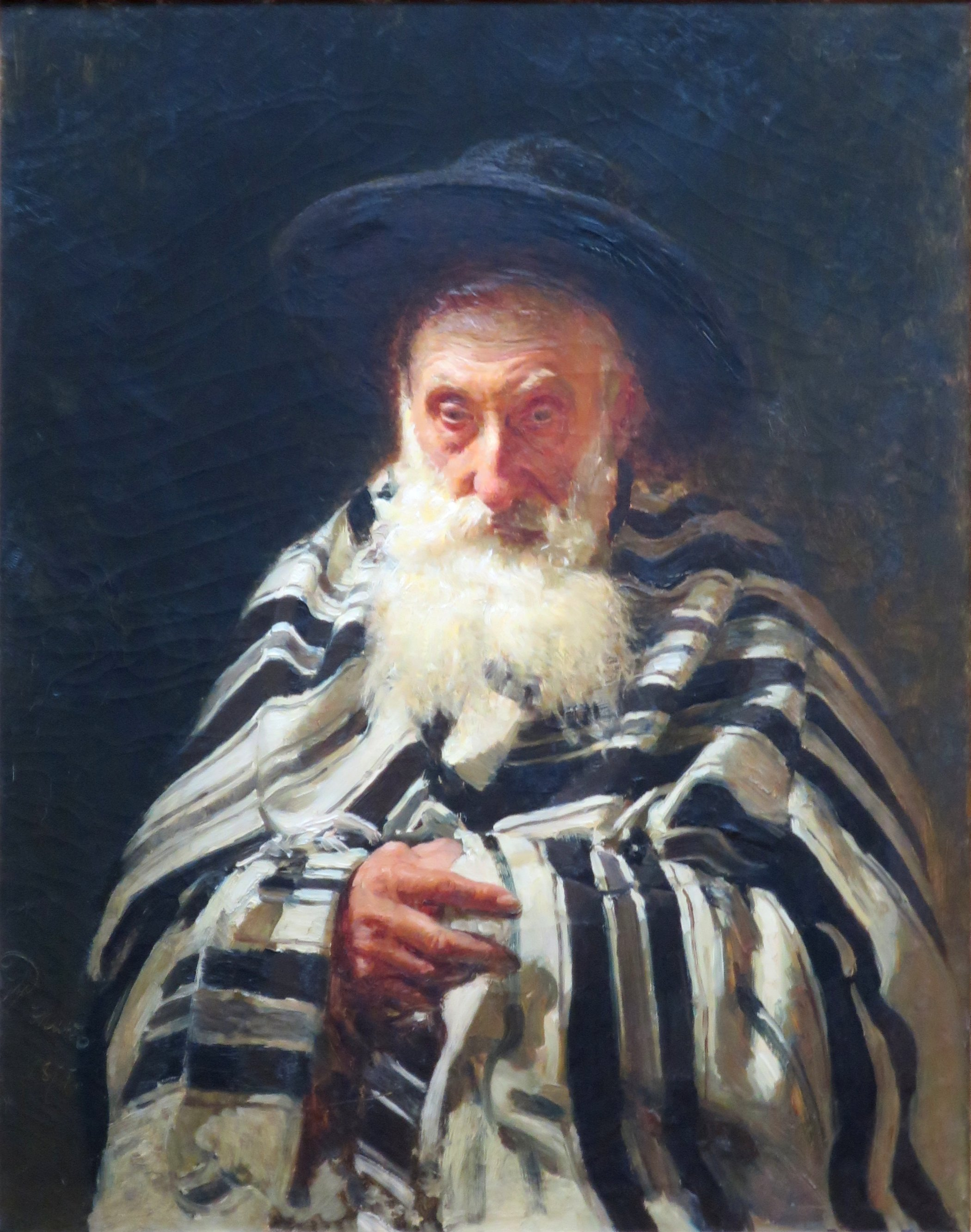
Ebreo in preghiera, 1875, Galleria Tret'jakov
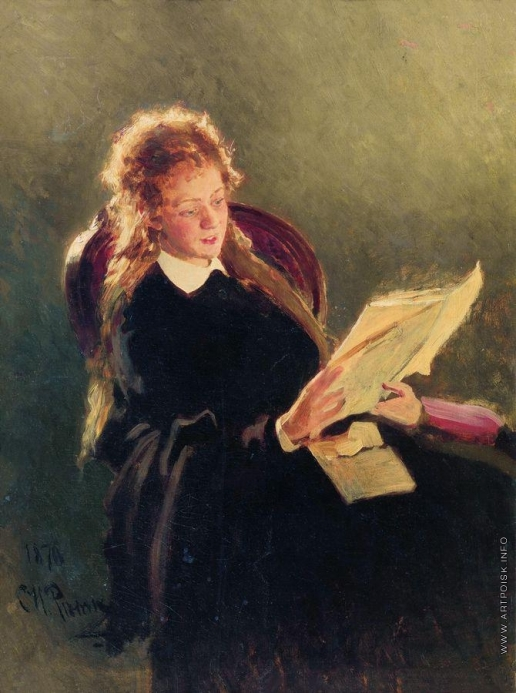
La ragazza legge, 1876, Museo statale di Belle Arti di Tatarstan
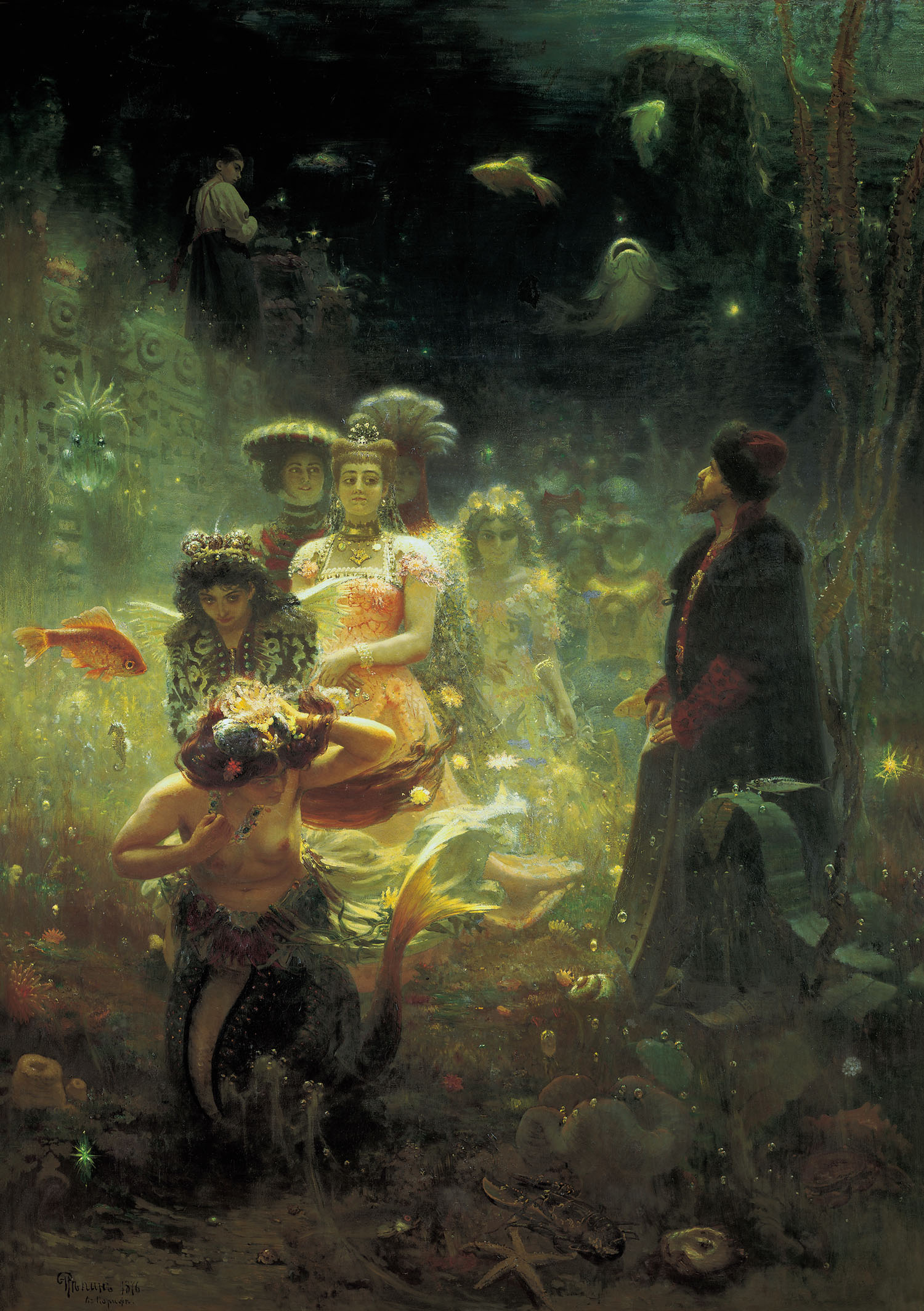
Sadko nel Regno Subacqueo, 1876 (Museo russo)
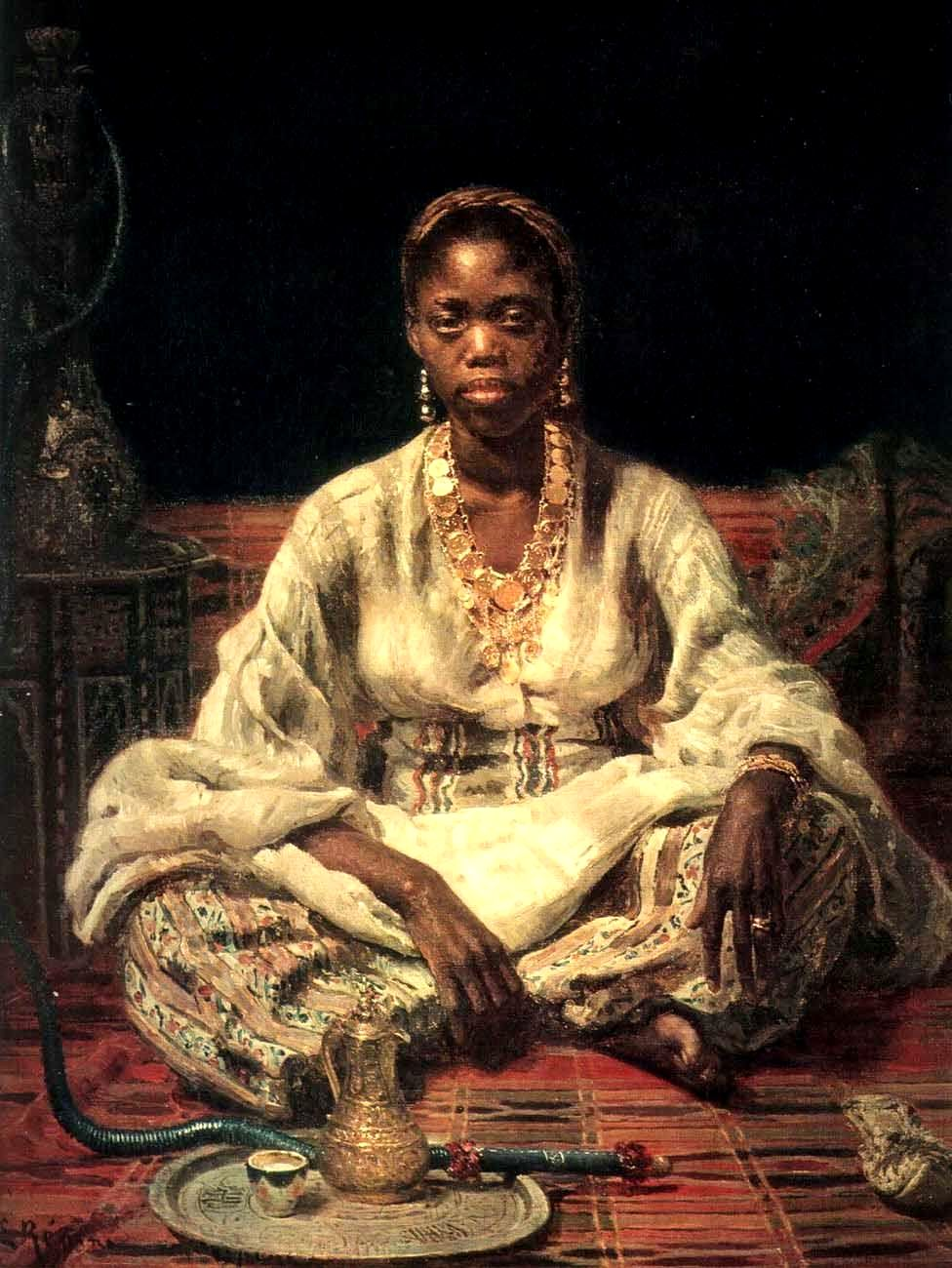
Donna nera, 1876, Museo russo
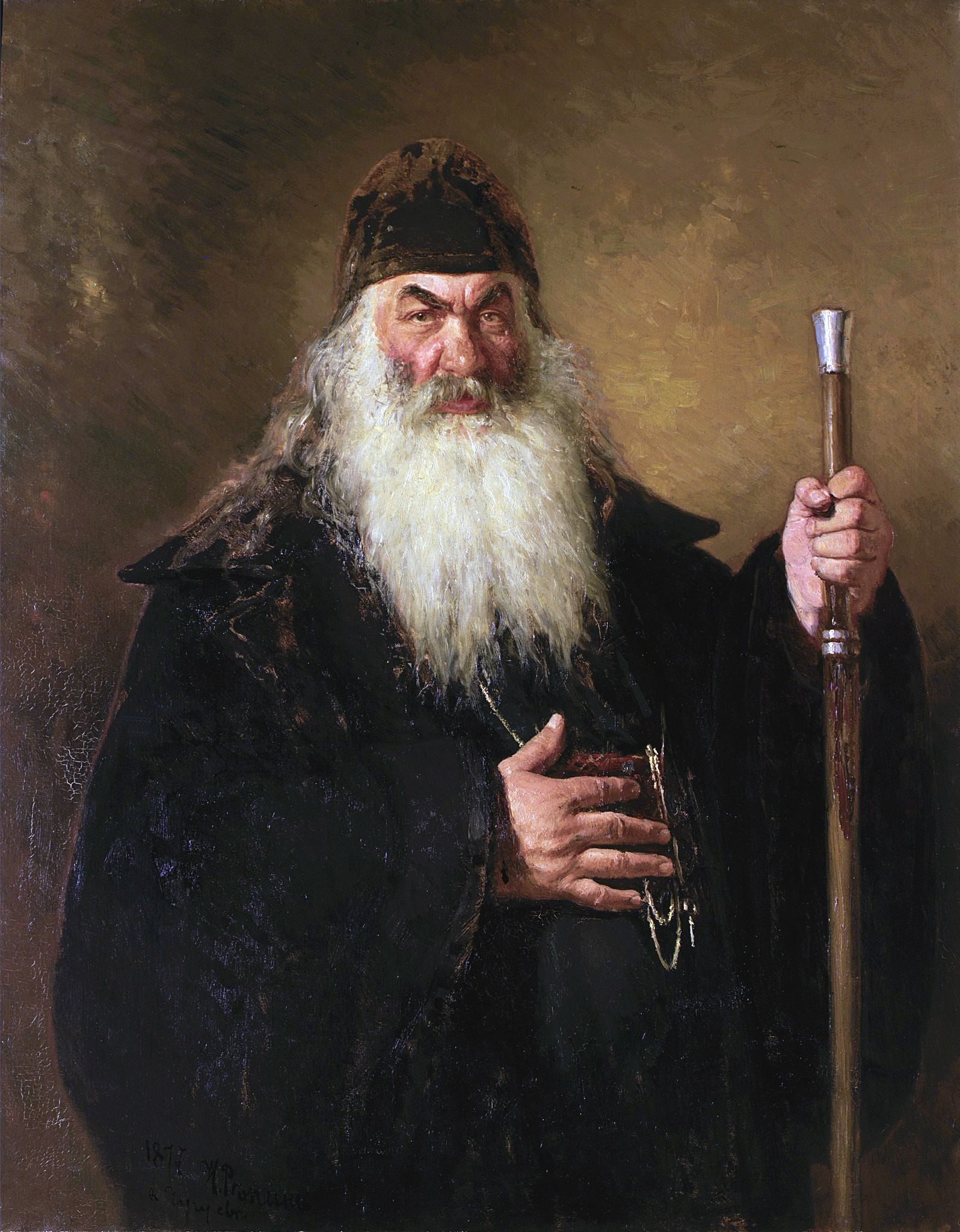
Ritratto di un Arcidiacono, 1877, Galleria Tret'jakov
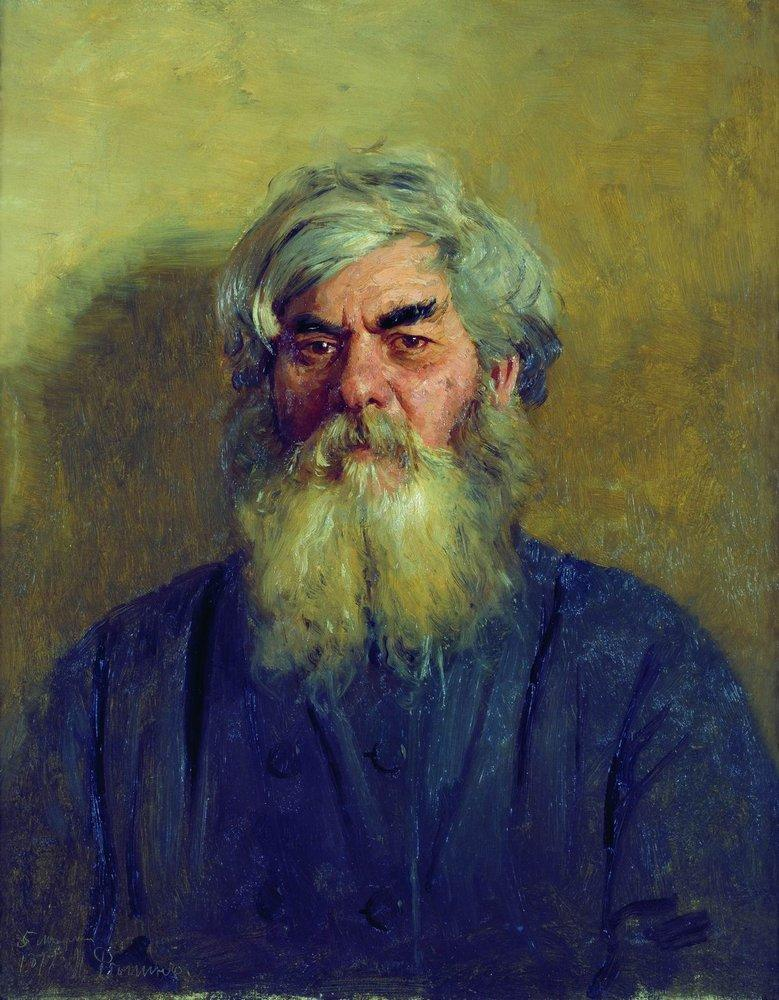
Mužik con un'occhiataccia, 1877, Ritratto di I.F. Radov, padrino dell'artista
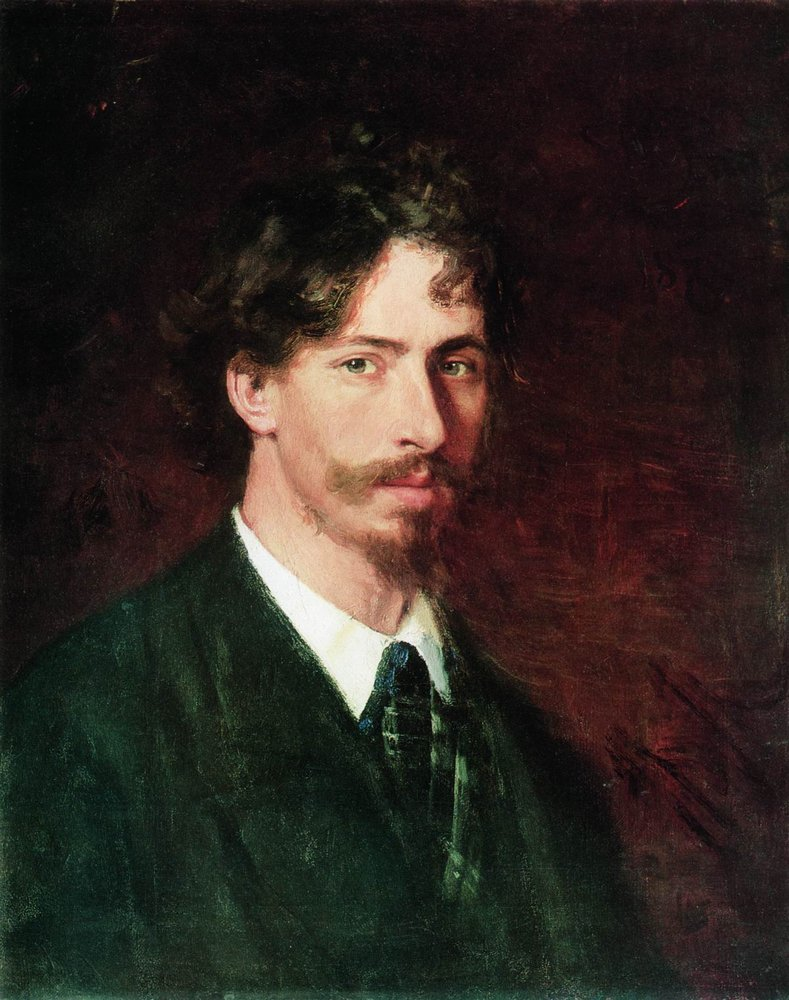
Autoritratto, 1878, Museo russo
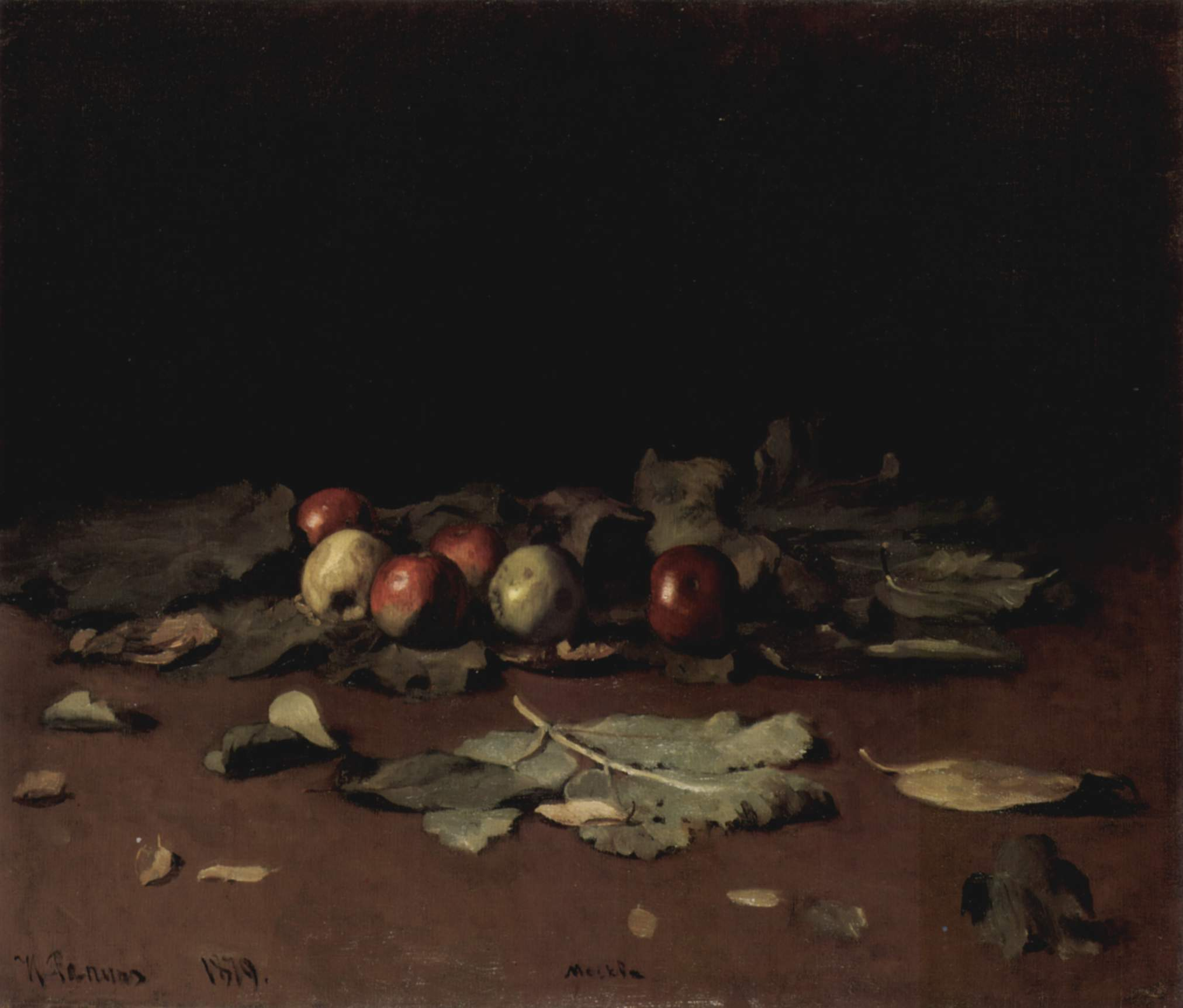
Mele e foglie, 1879 (Museo russo)
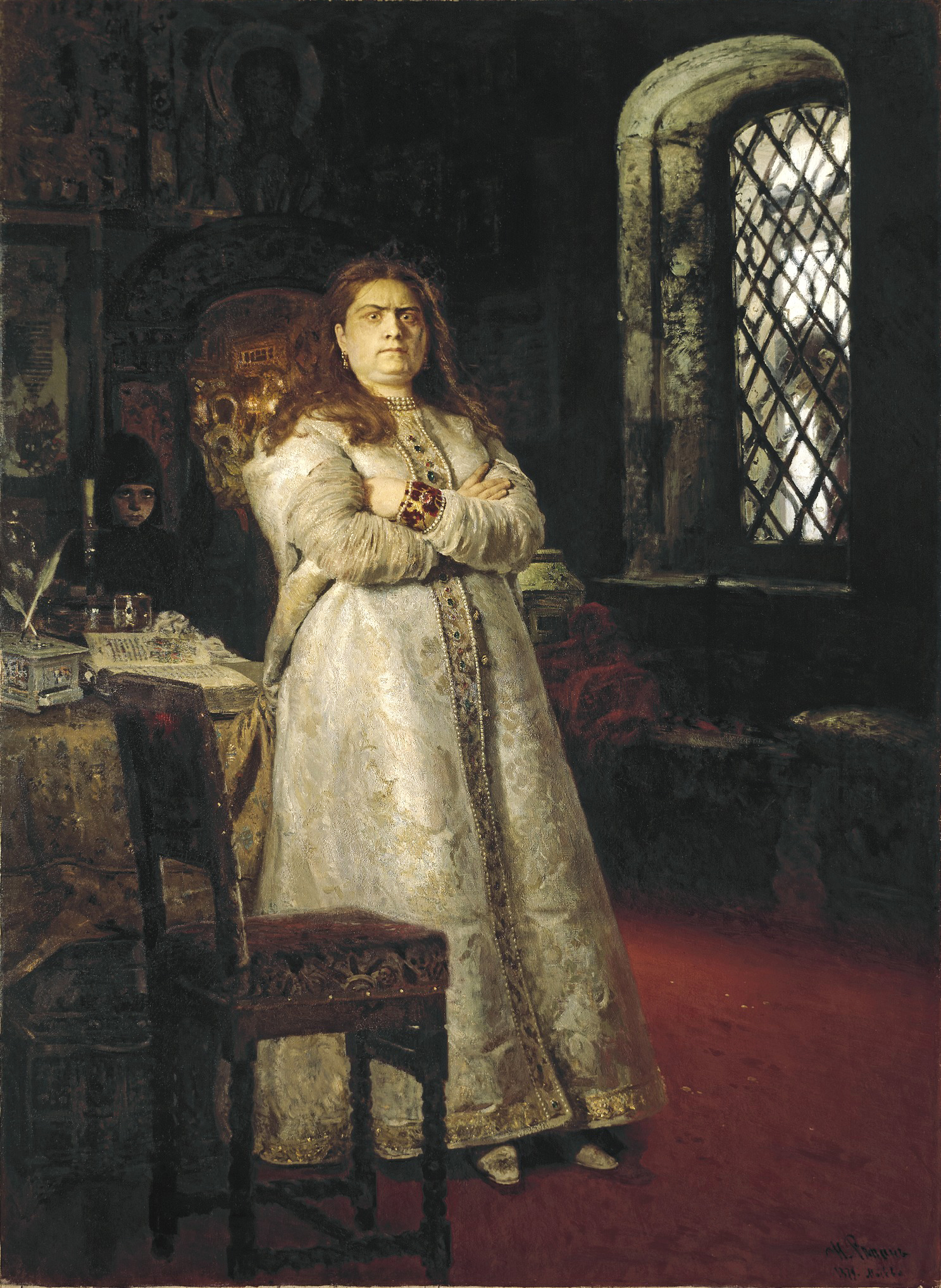
Sof'ja Alekseevna Romanova, 1879
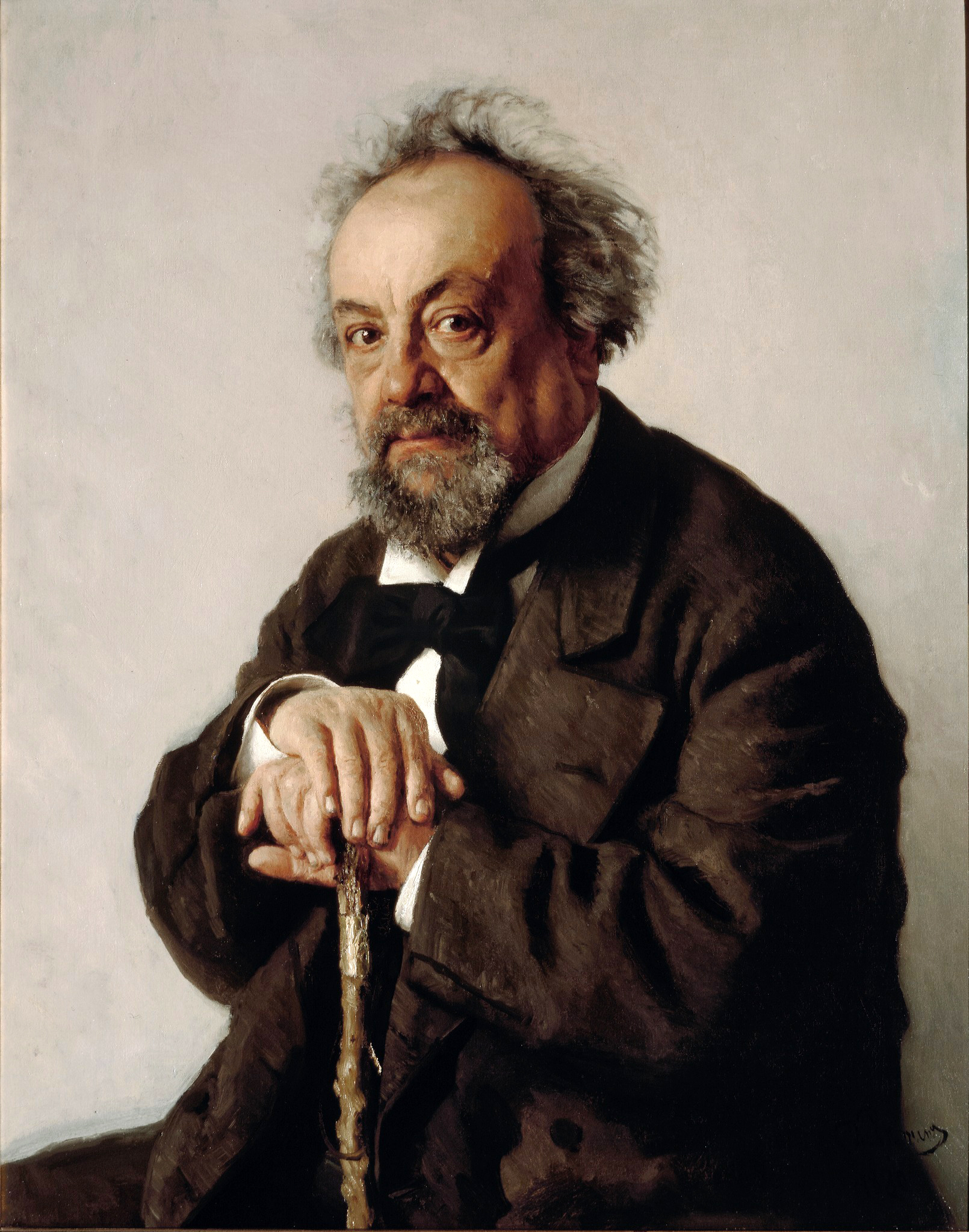
Lo scrittore russo Aleksej Feofilaktovič Pisemskij, 1880
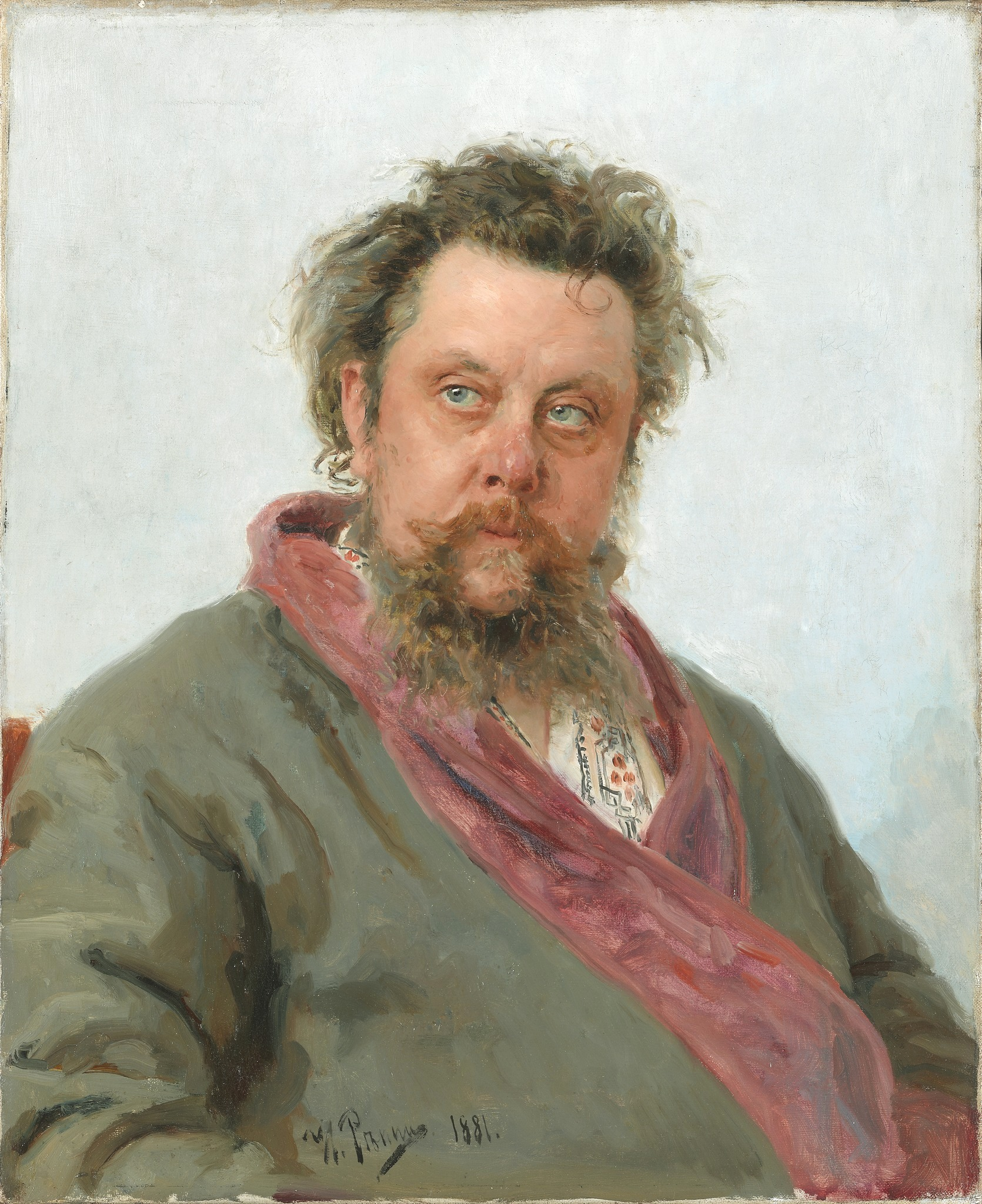
Il compositore Modest Musorgskij, 1881
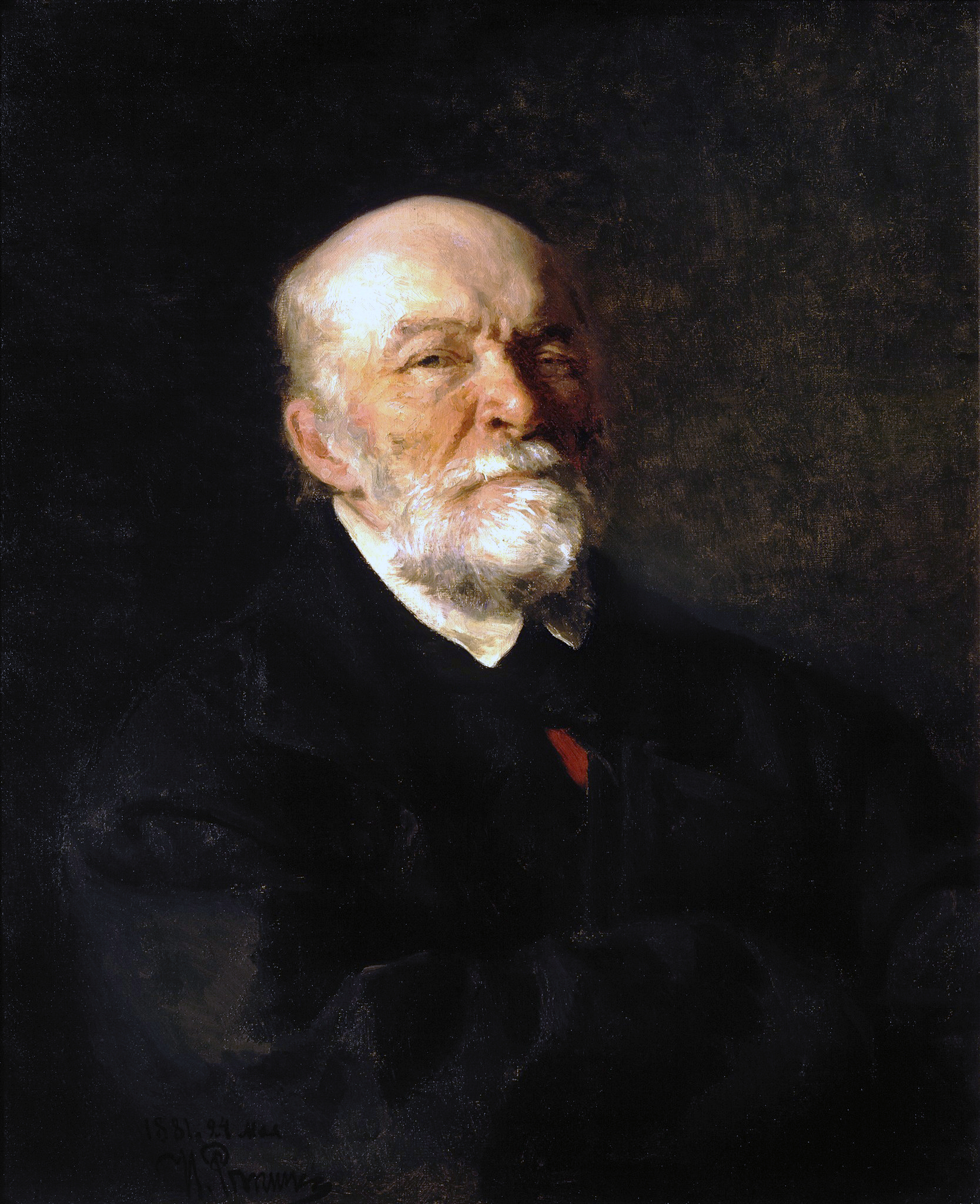
Ritratto di Nikolaj Ivanovič Pirogov, 1881
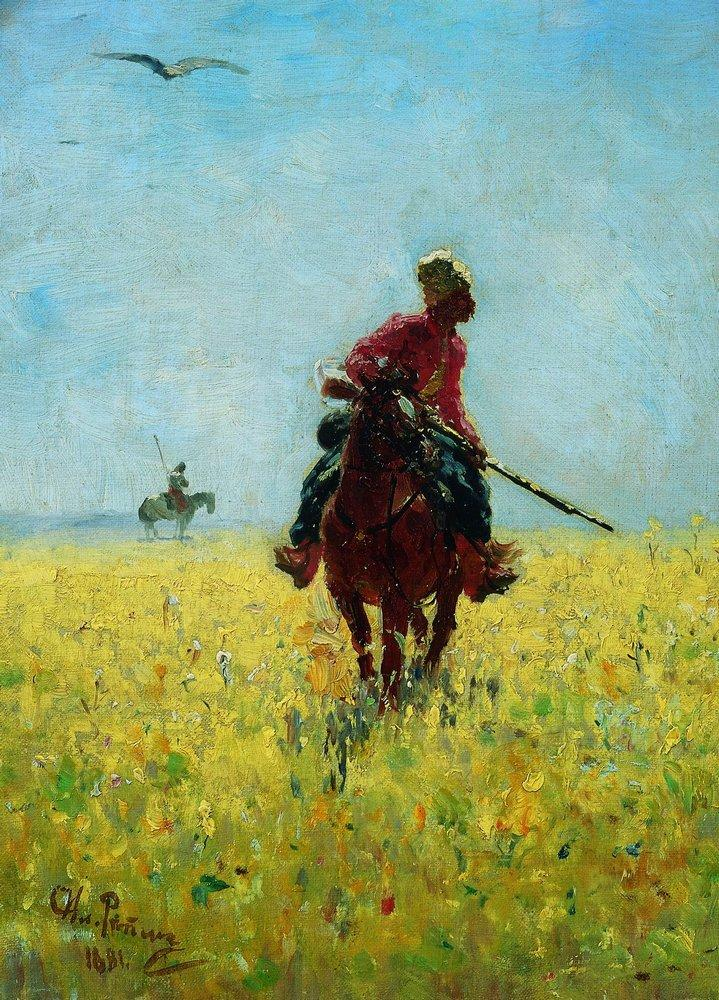
Sul sentiero, 1881
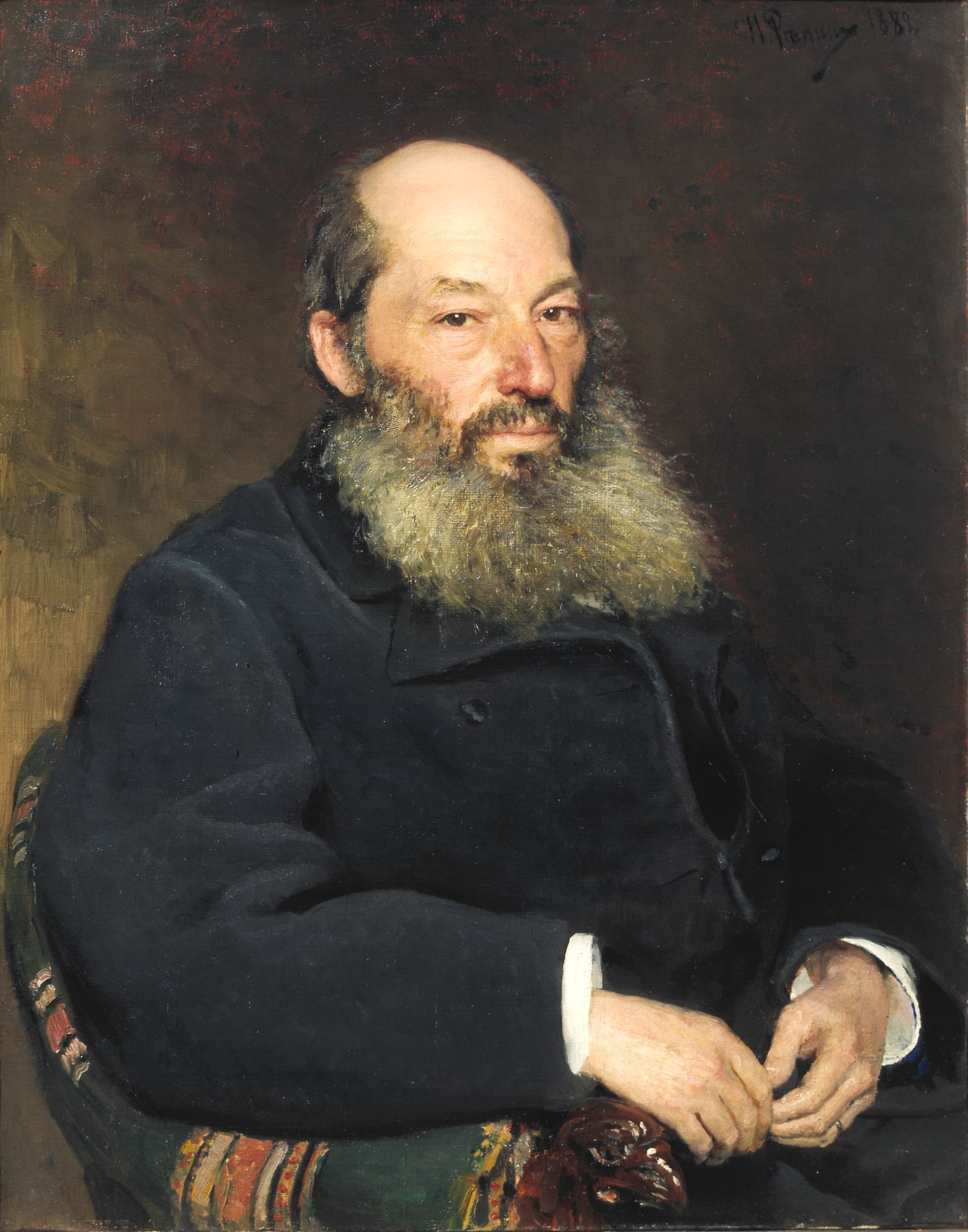
Afanasij Fet-Šenšin, 1882
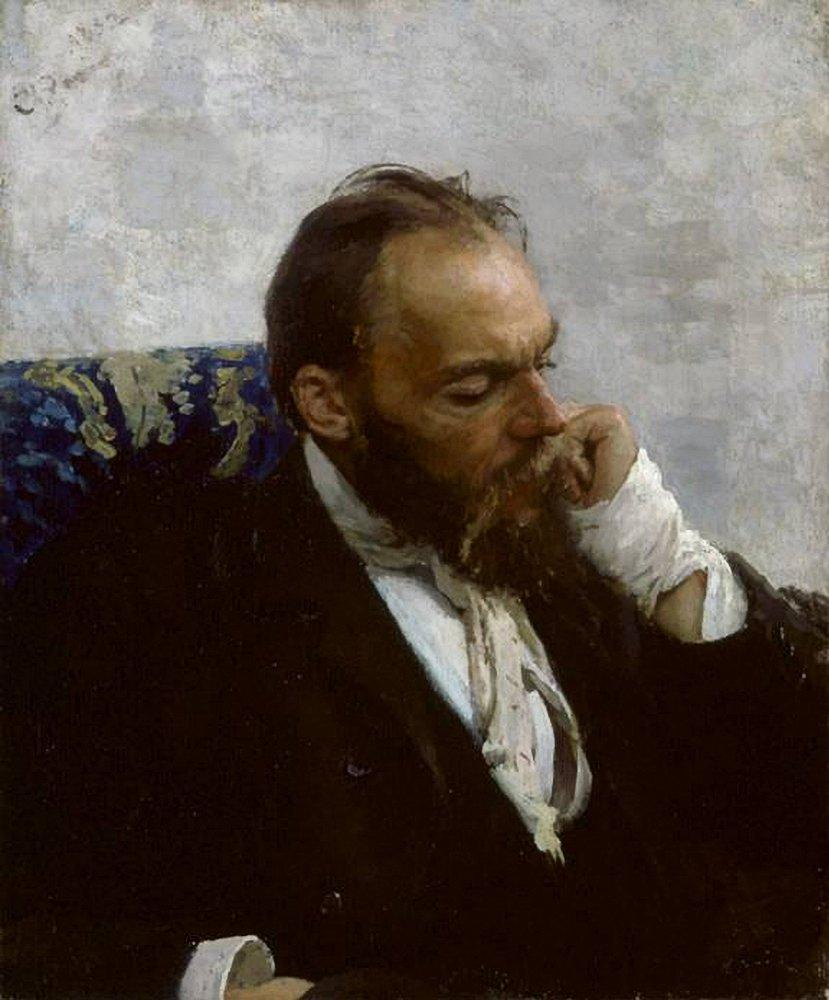
Ritratto del Professor Ivanov, 1882
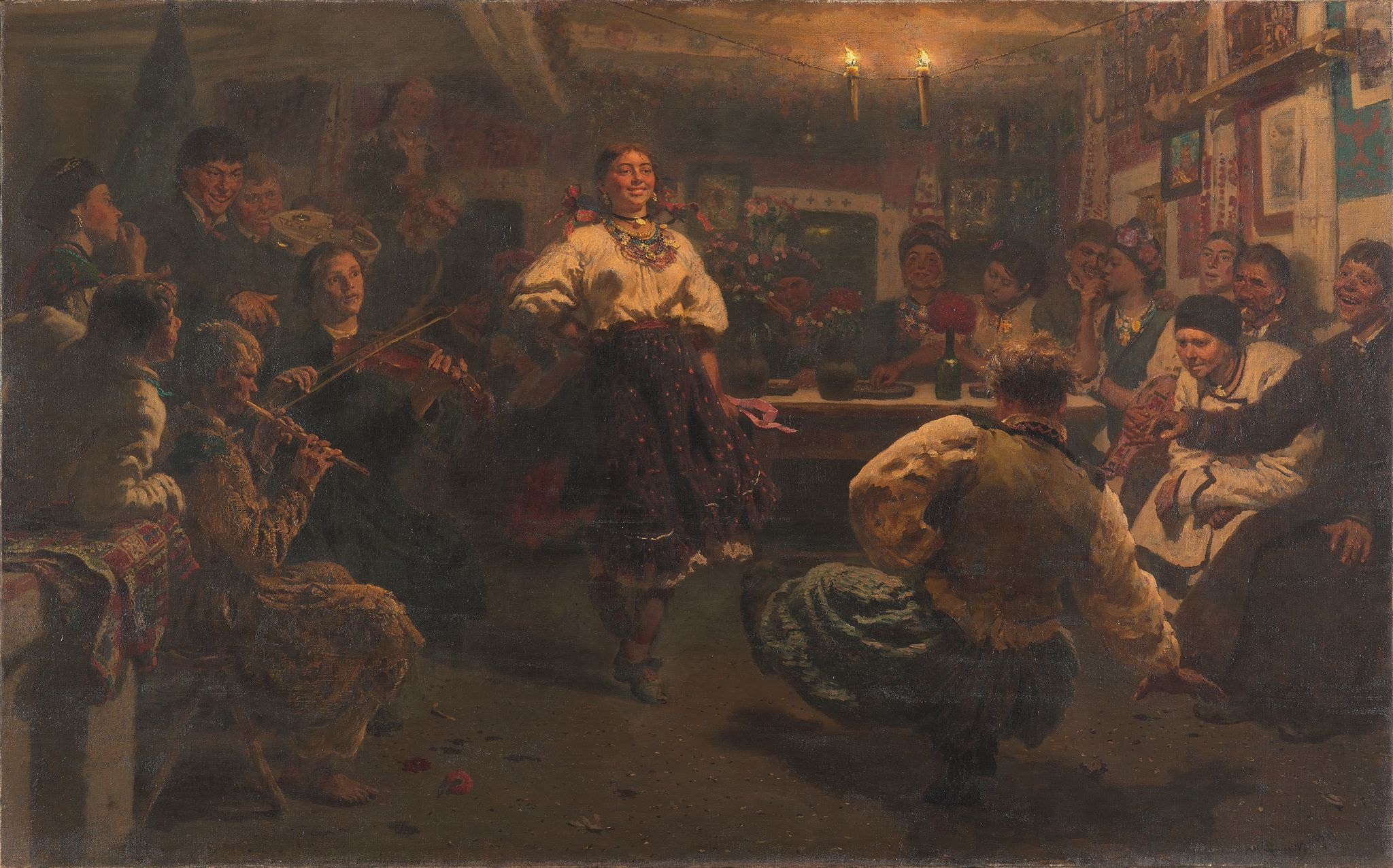
Festa, 1883
Vladimir Stasov, 1883
Pavel Michajlovič Tret'jakov, 1883
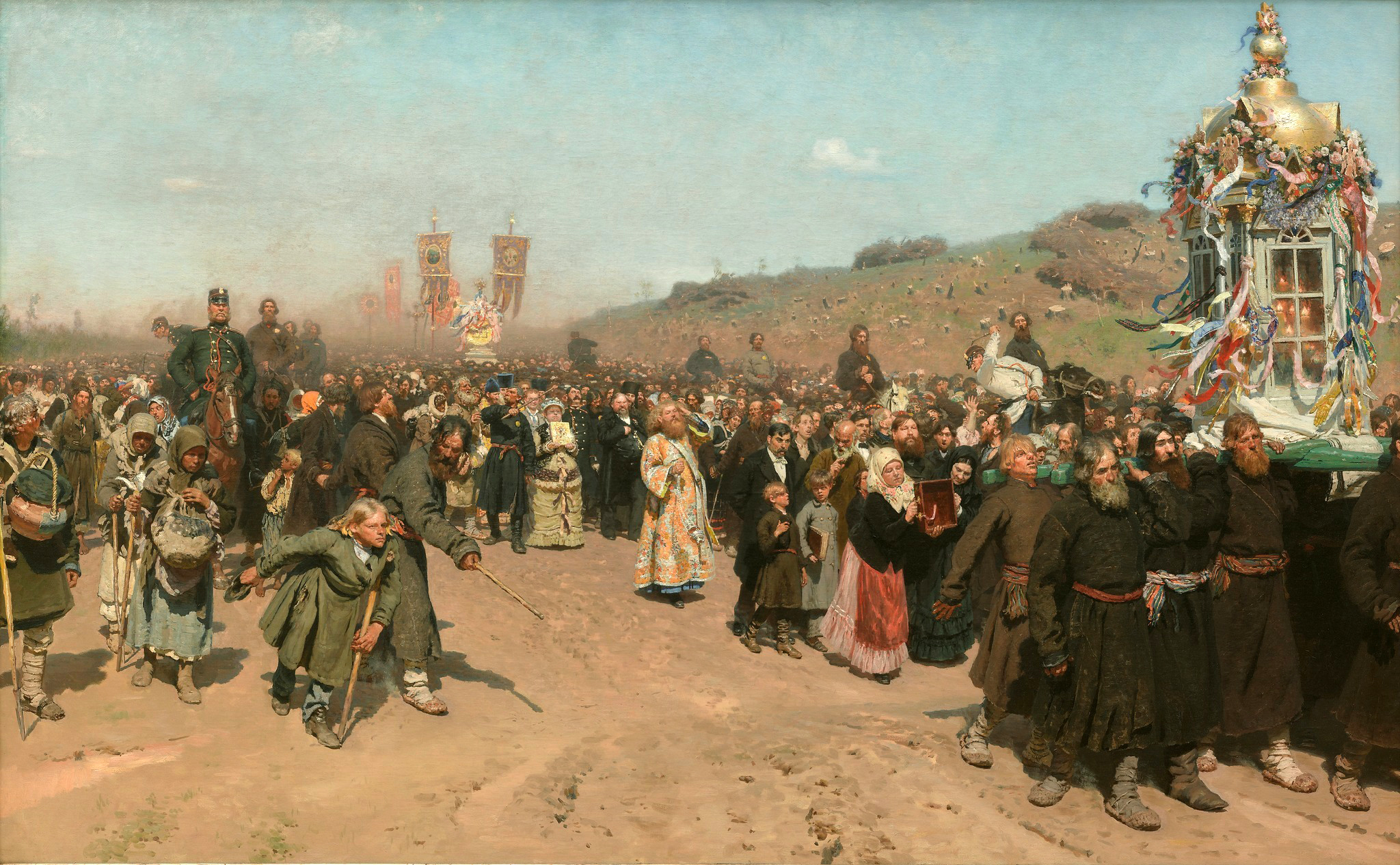
Processione di Pasqua (nella regione di Kursk) (1880-1883)
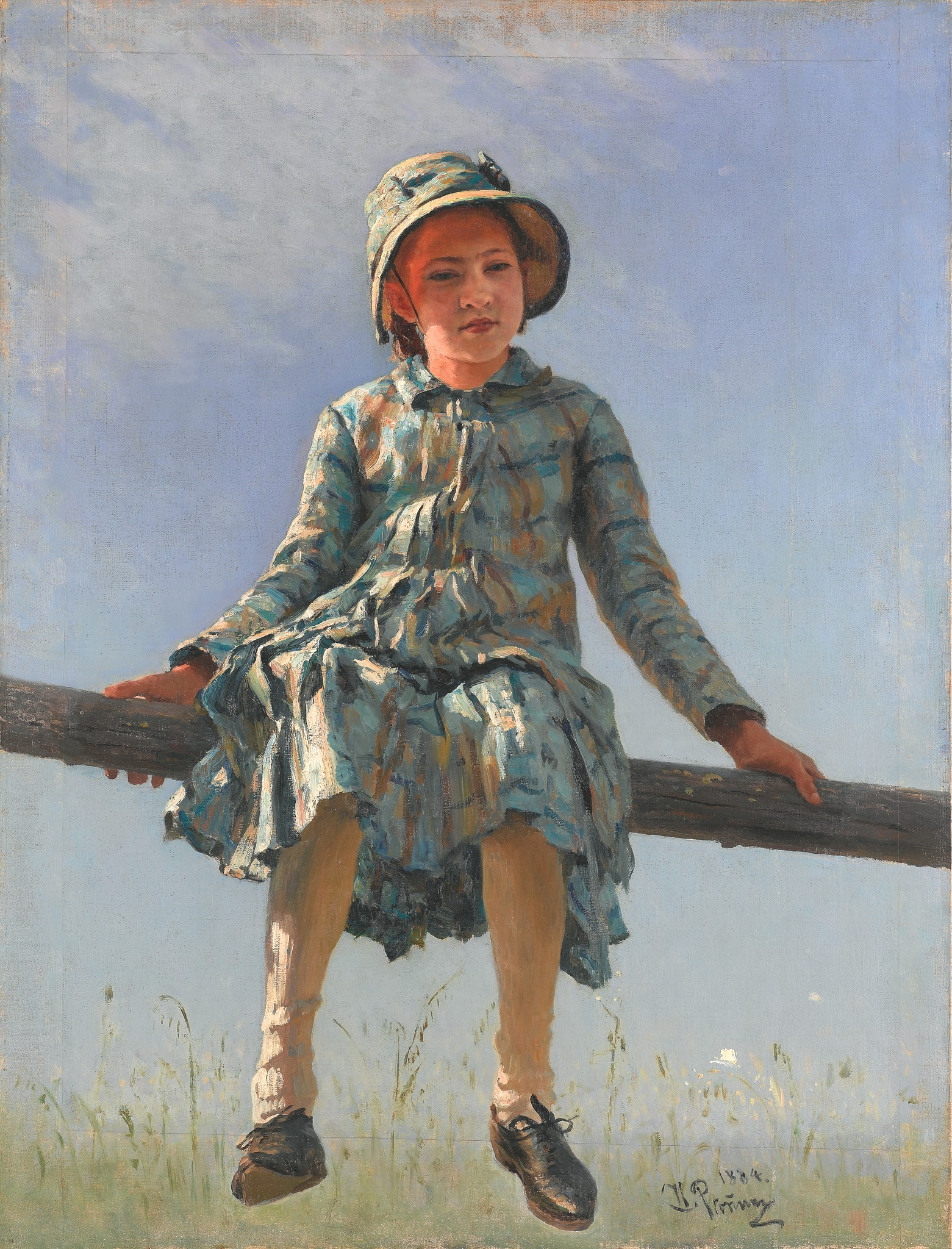
Figlia del pittore, 1884
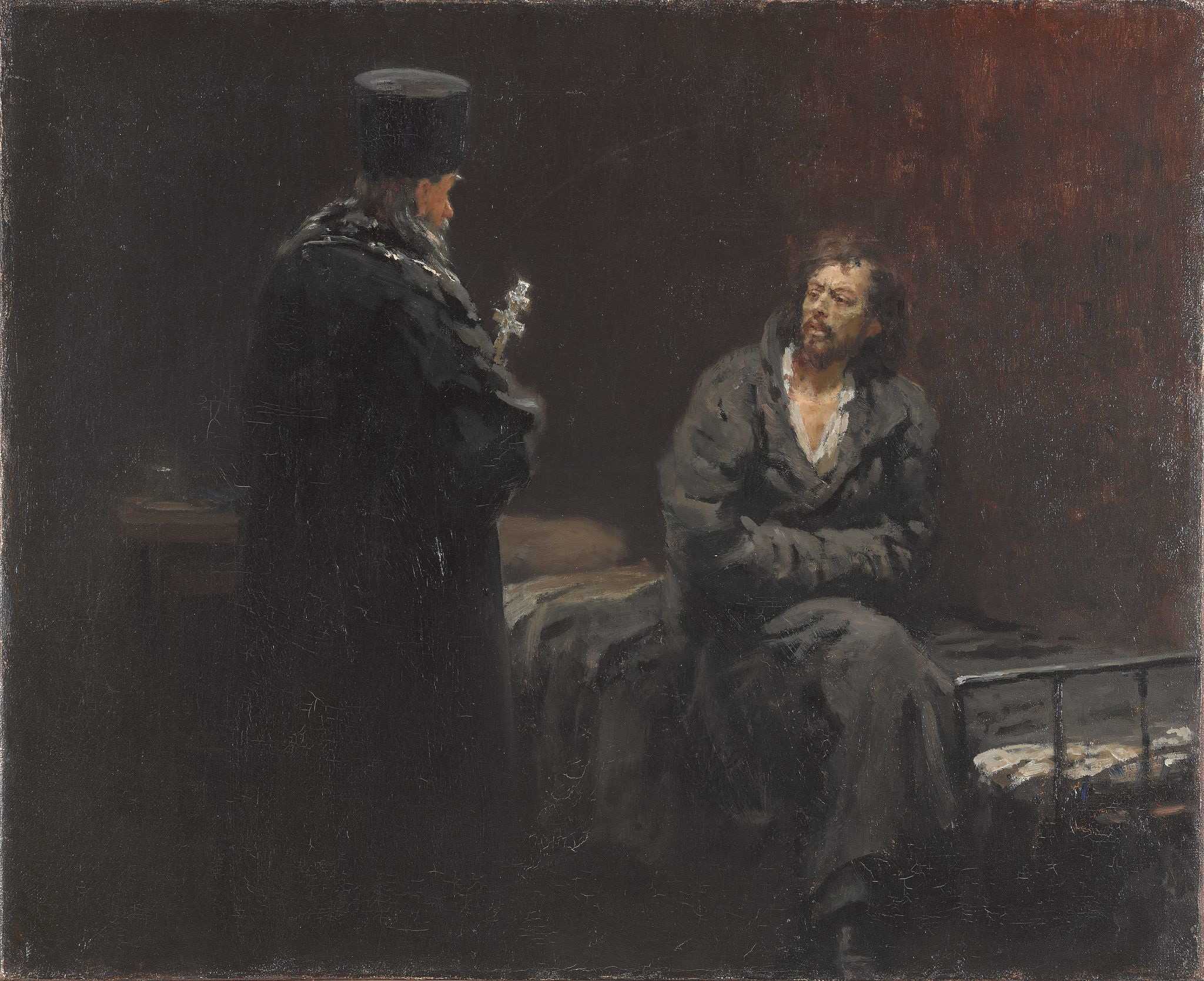
Rifiuto della confessione, 1879-1885
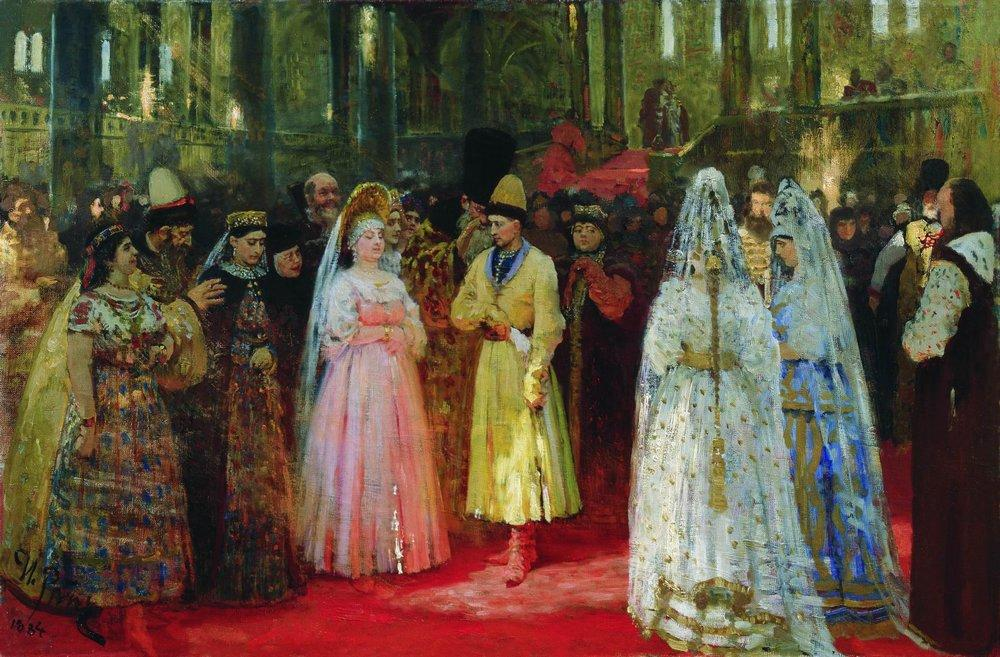
Il Granduca sceglie la moglie, 1885
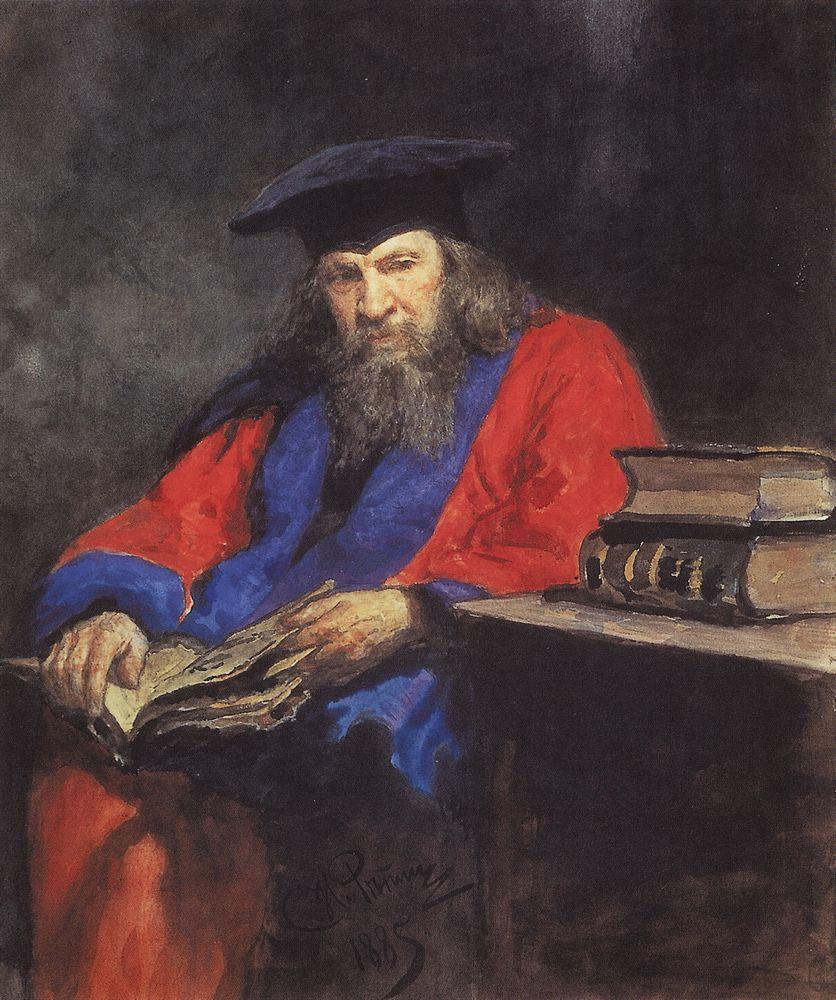
Ritratto di Dmitrij Mendeleev, 1885
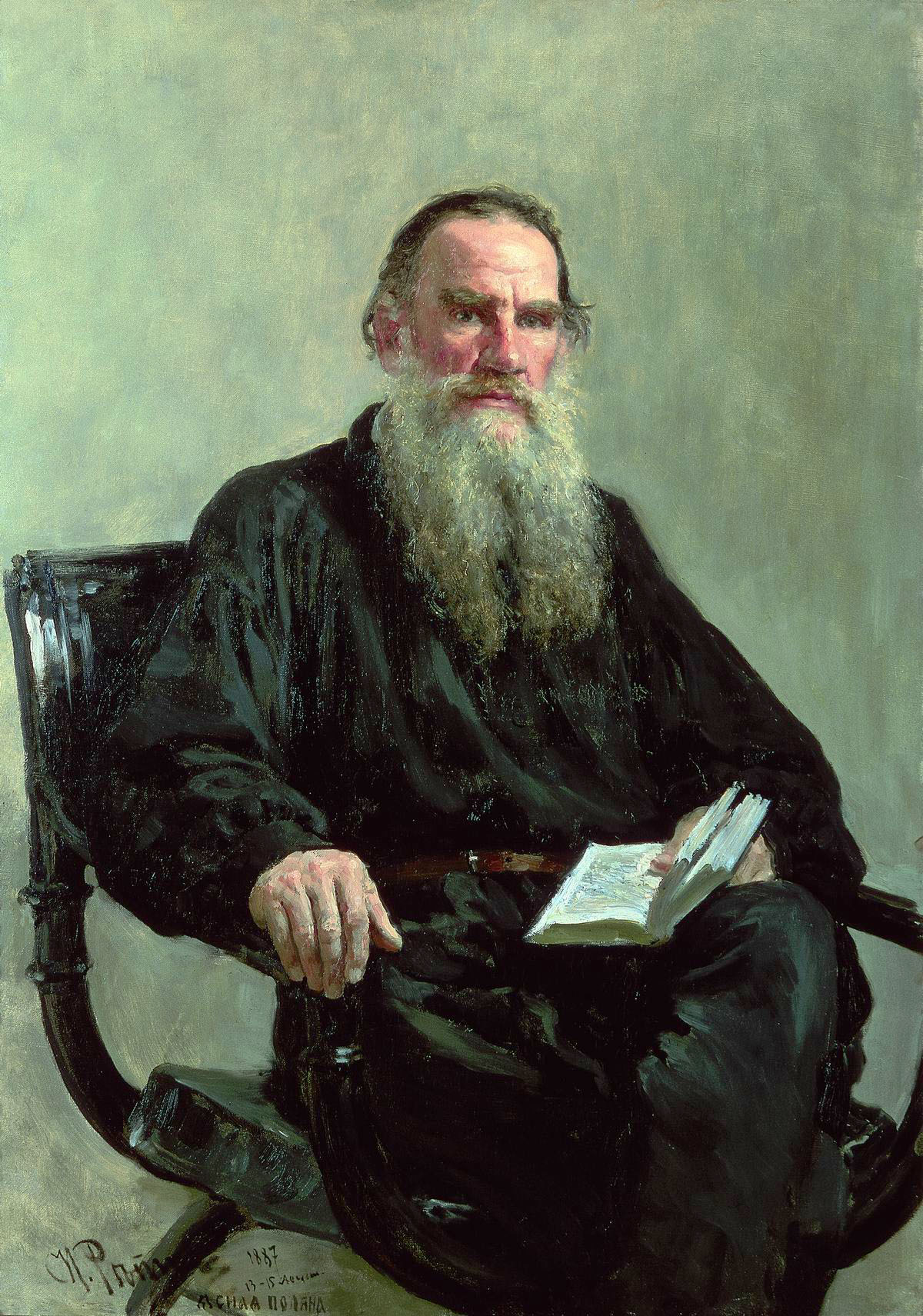
Ritratto di Lev Tolstoj, 1887
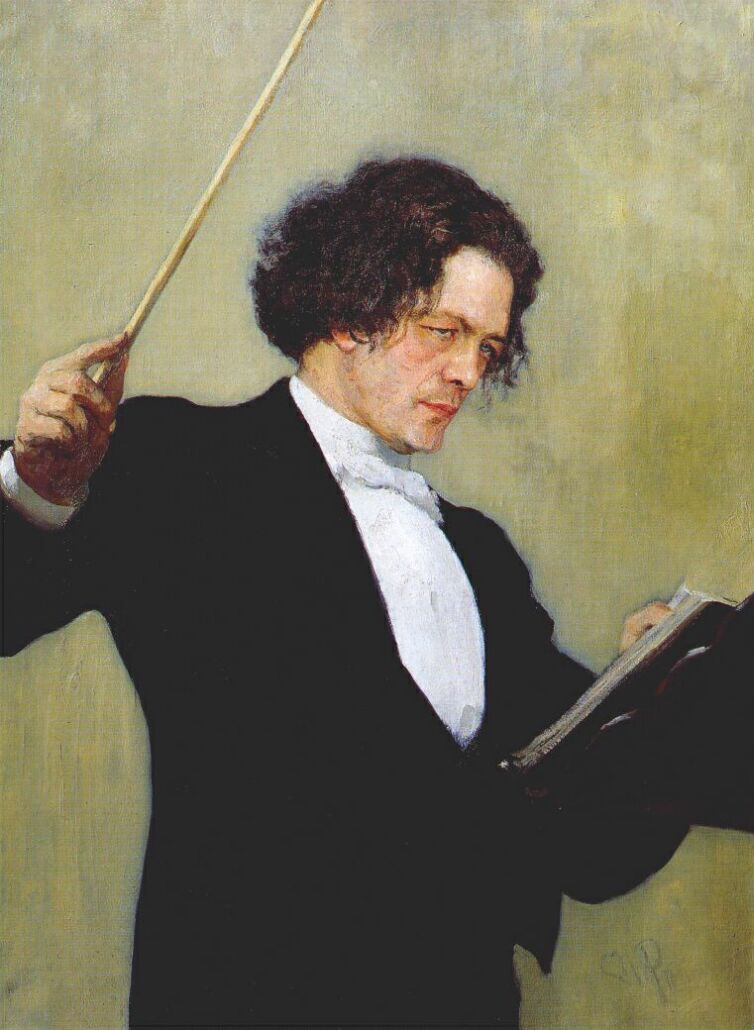
Anton Rubinštejn, 1887
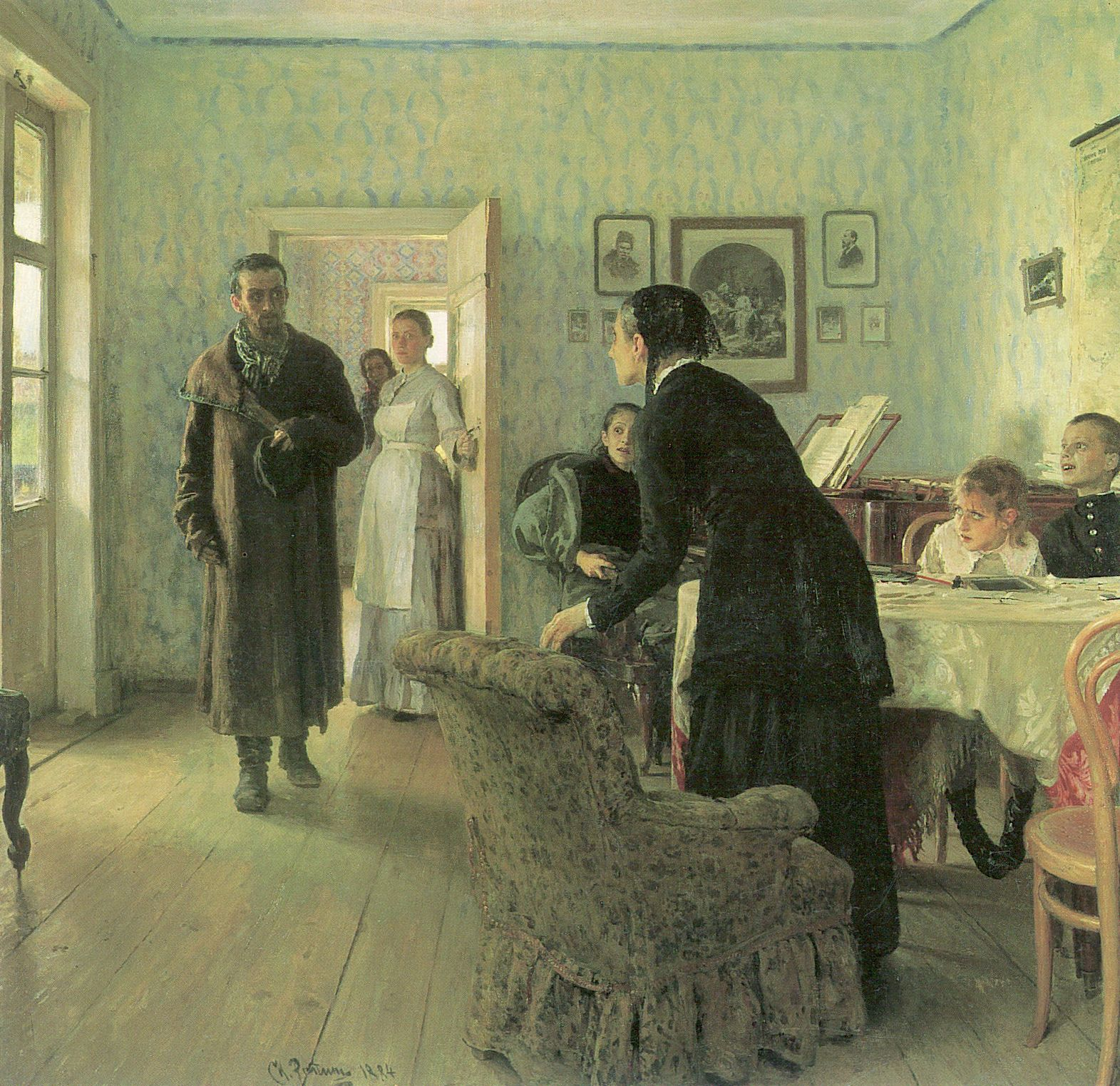
Non lo stavano aspettando, 1884-1888
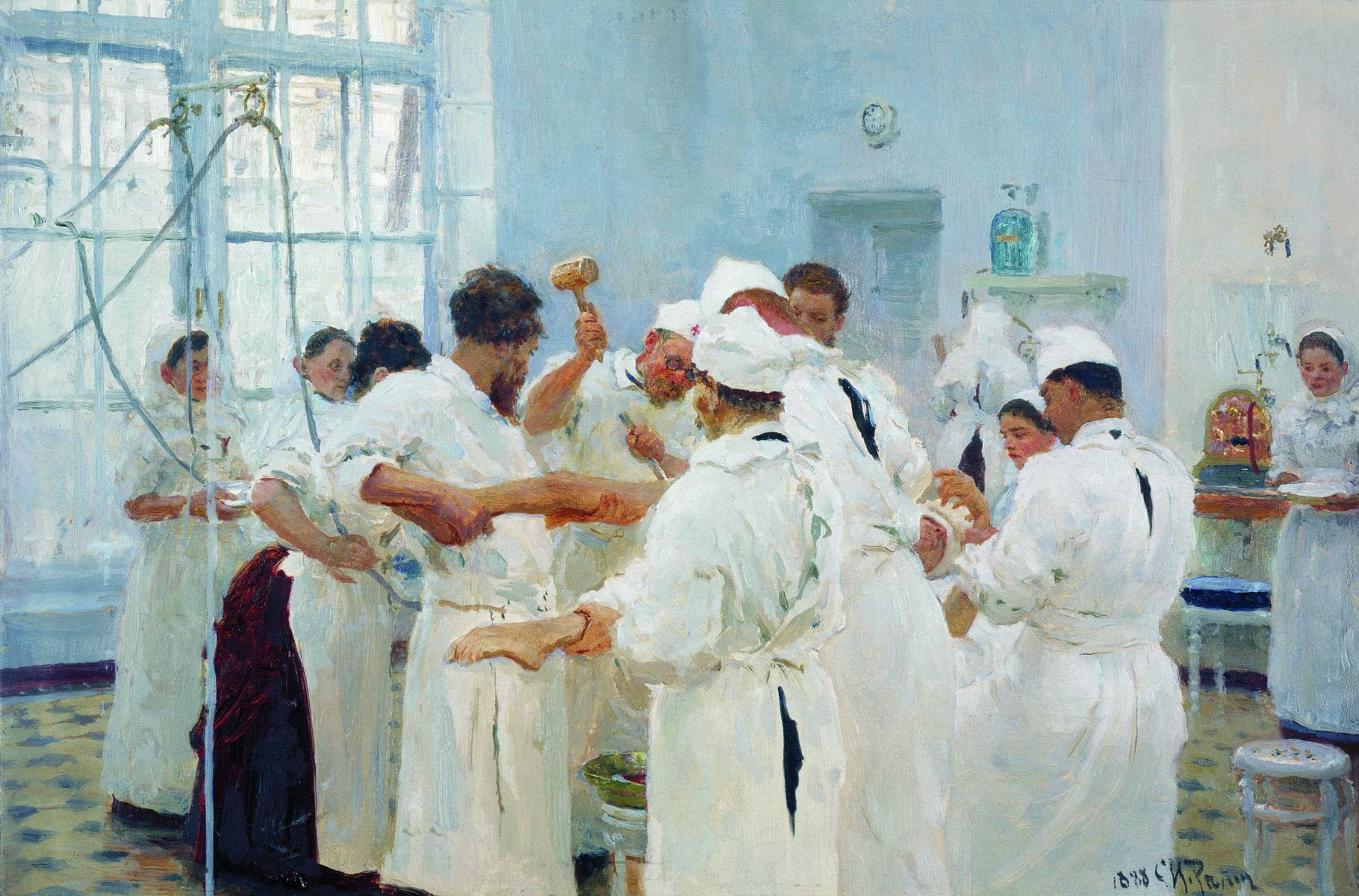
Il chirurgo Evgenij Vasil'evič Pavlov in sala operatoria, 1888, Galleria Tret'jakov
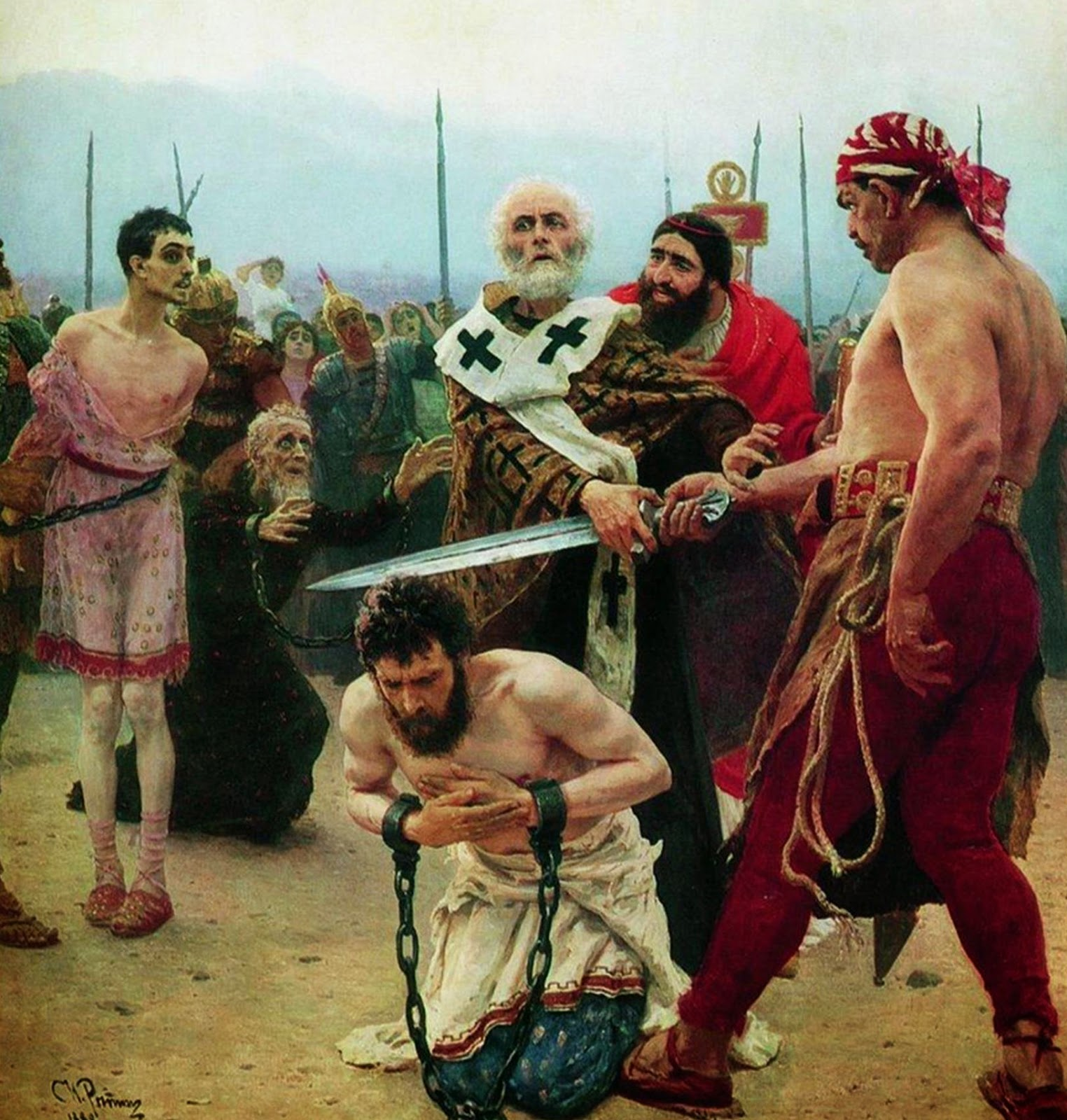
San Nicola di Mira salva tre innocenti dalla morte, 1889
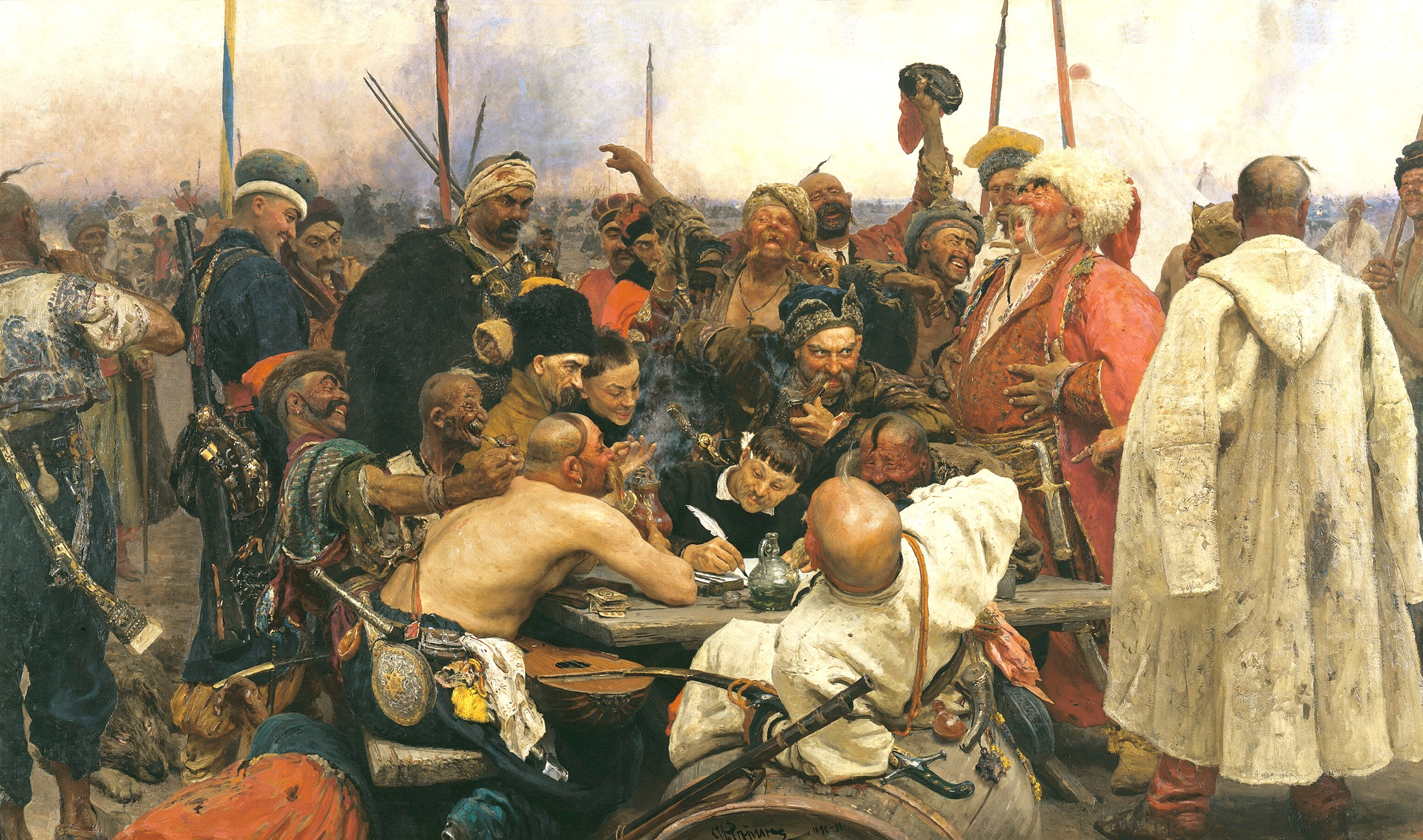
I Cosacchi dello Zaporož'e scrivono una lettera al Sultano di Turchia, 1870-1891
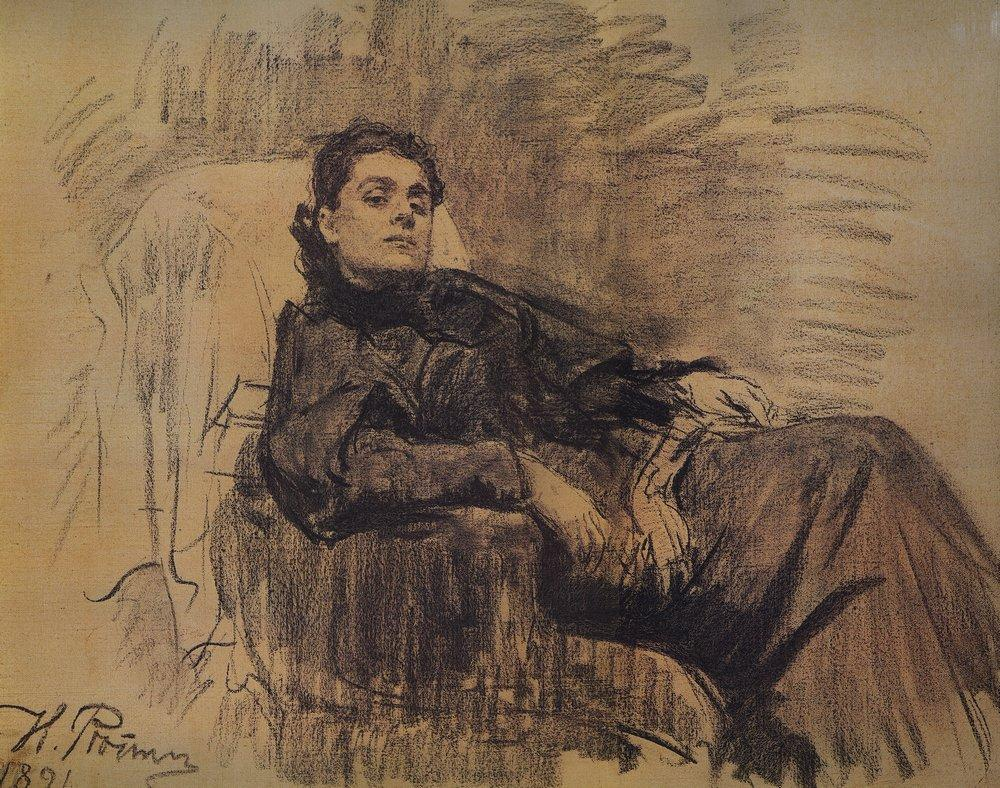
Ritratto dell'attrice italiana Eleonora Duse, 1891
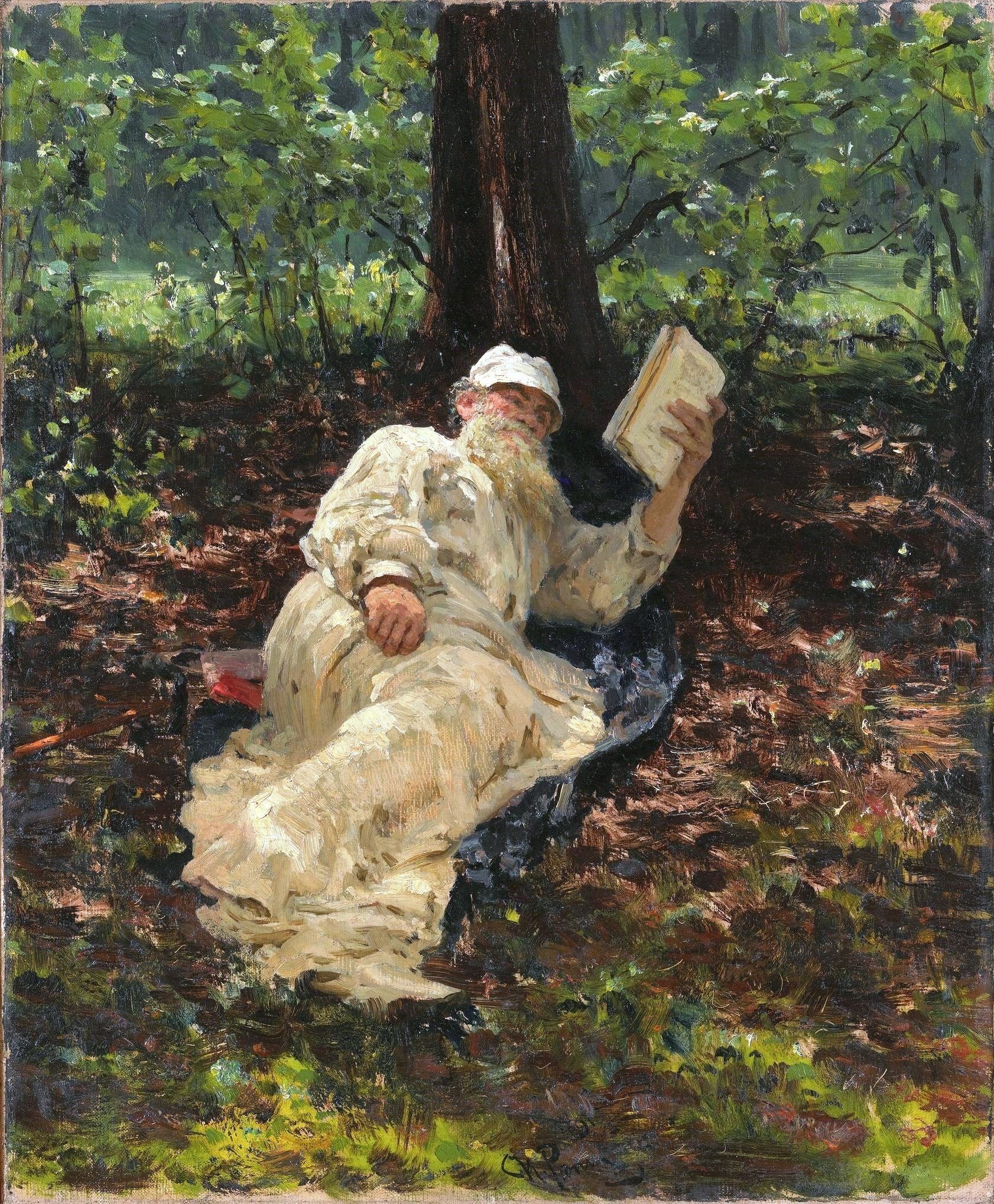
Ritratto di Lev Tolstoj, 1893
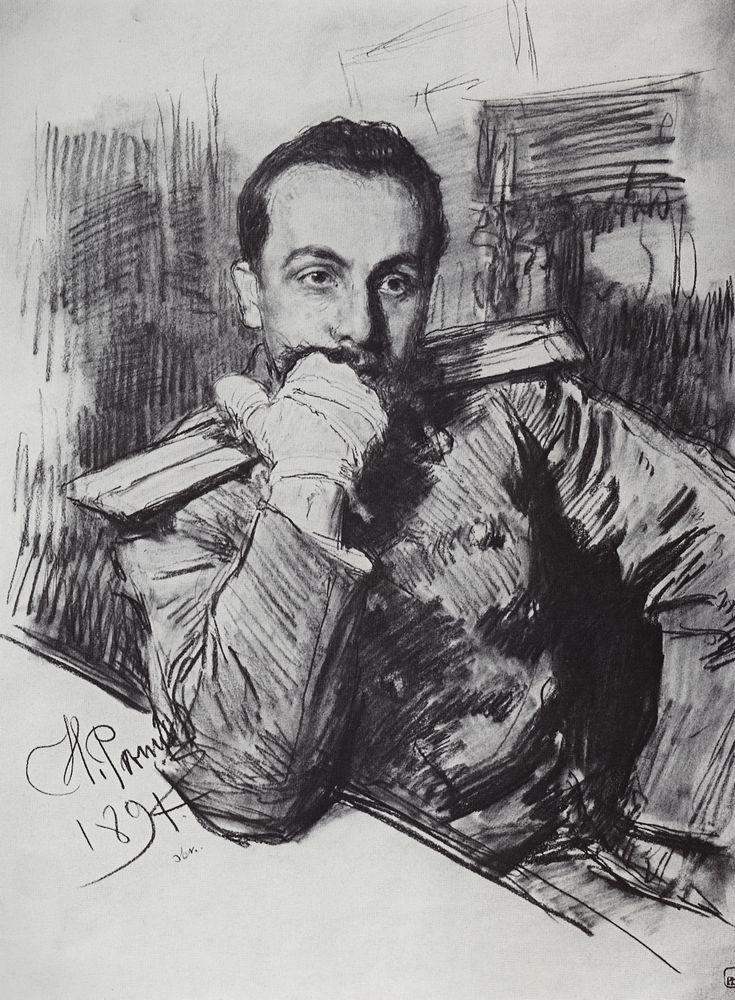
Ritratto di Aleksandr Žirkevič, 1894
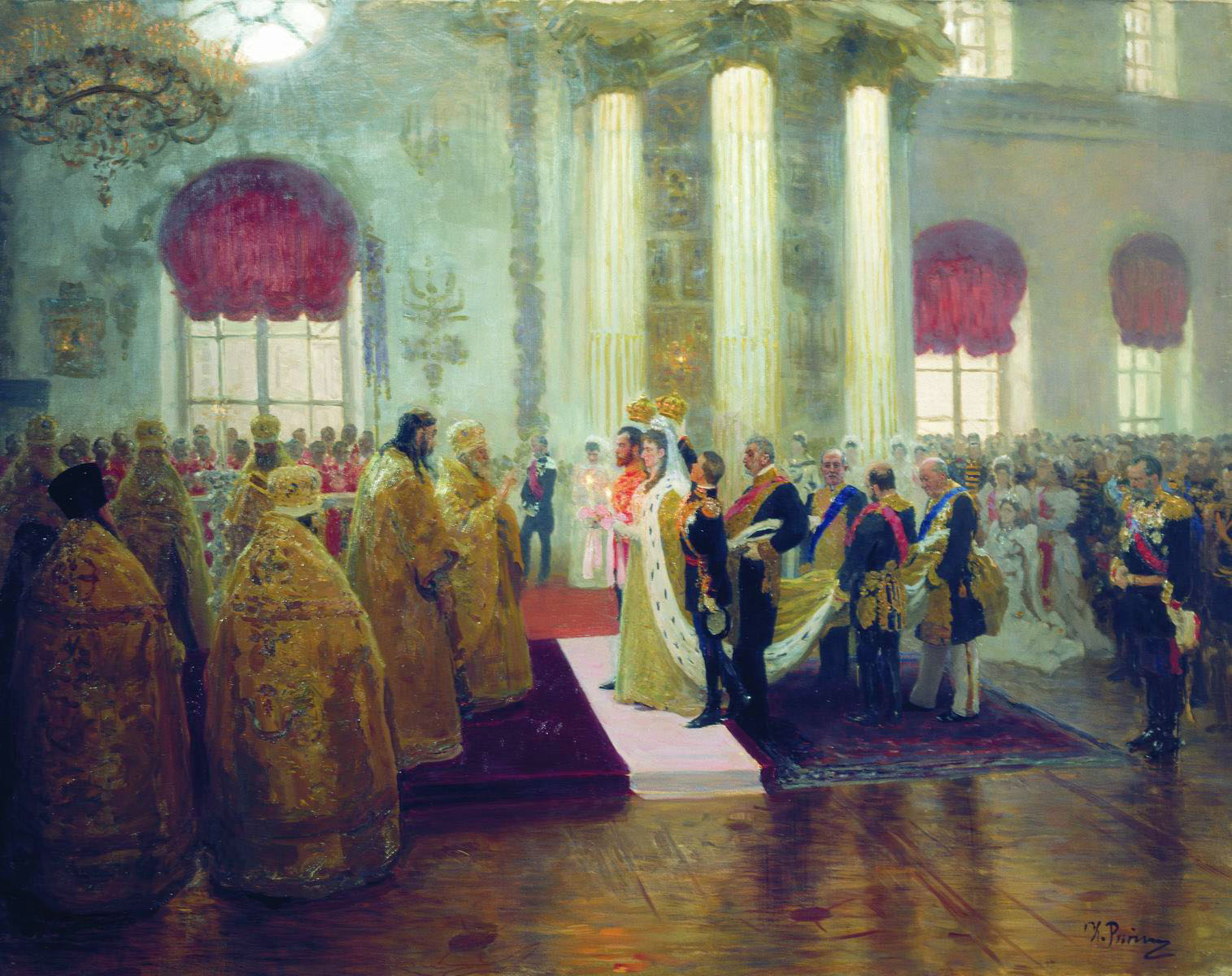
Il matrimonio di Nicola II e Aleksandra Fëdorovna, 1894
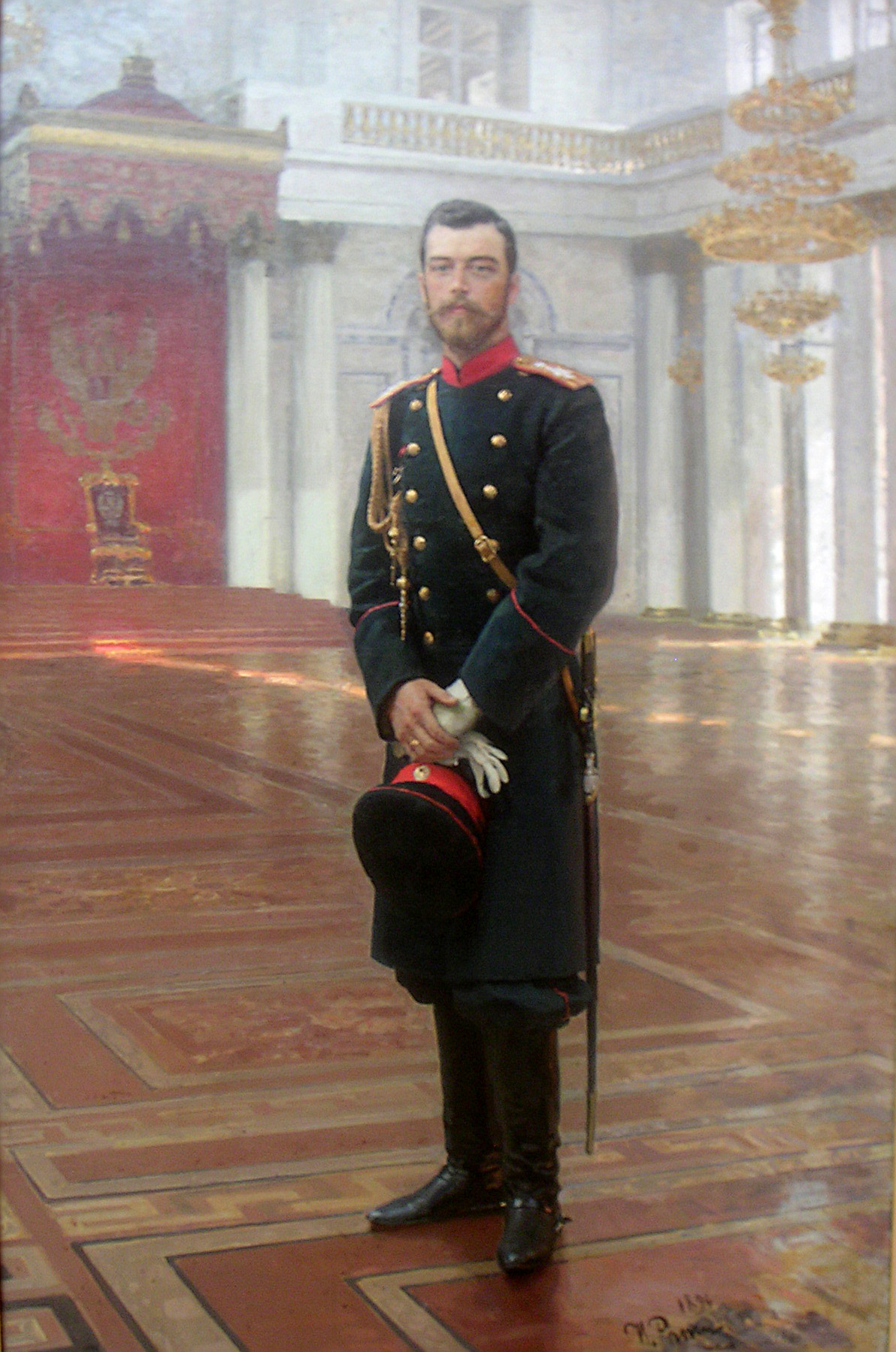
Imperatore Nicola II (particolare), 1896
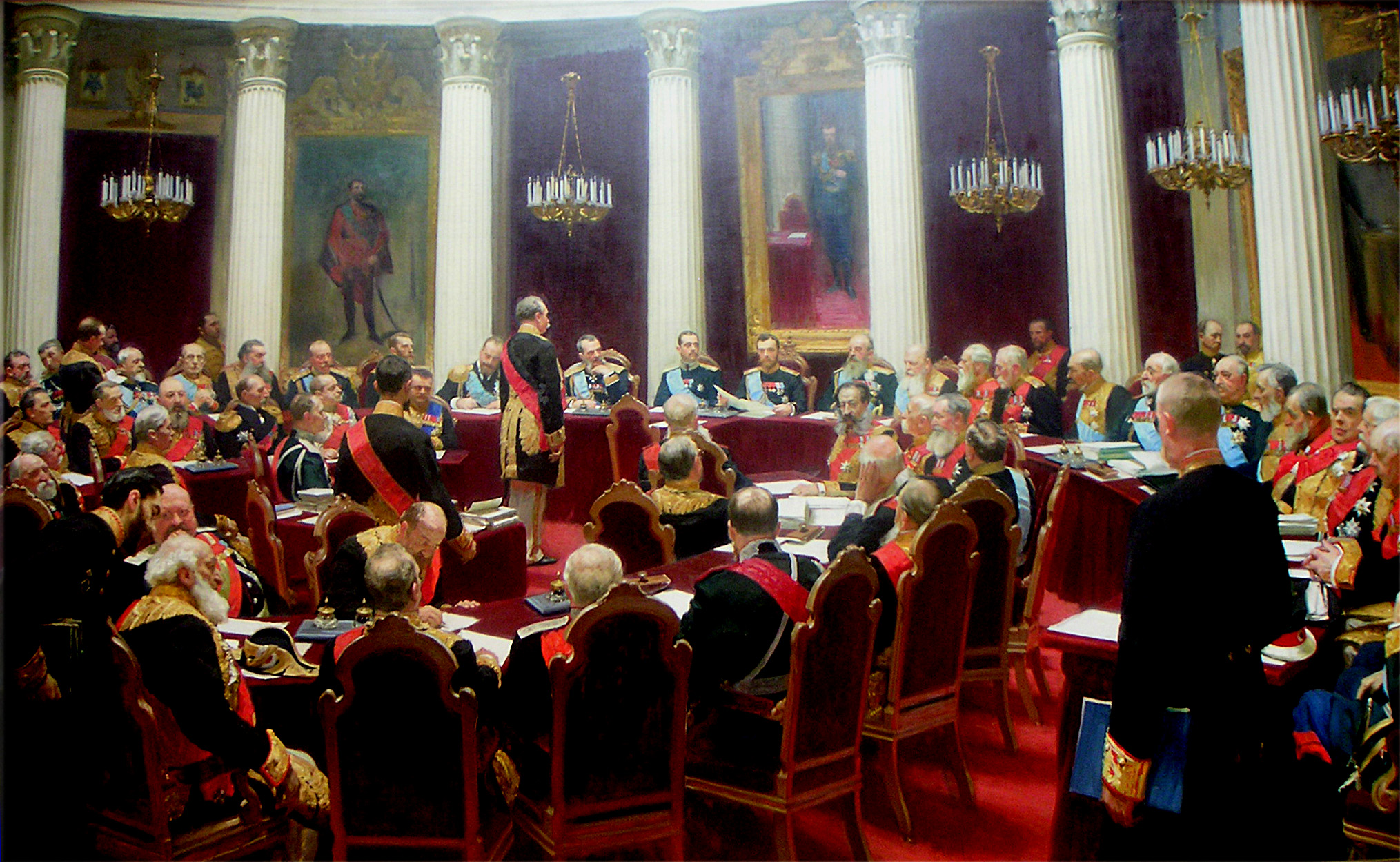
Sessione cerimoniale del Consiglio di Stato, 1900
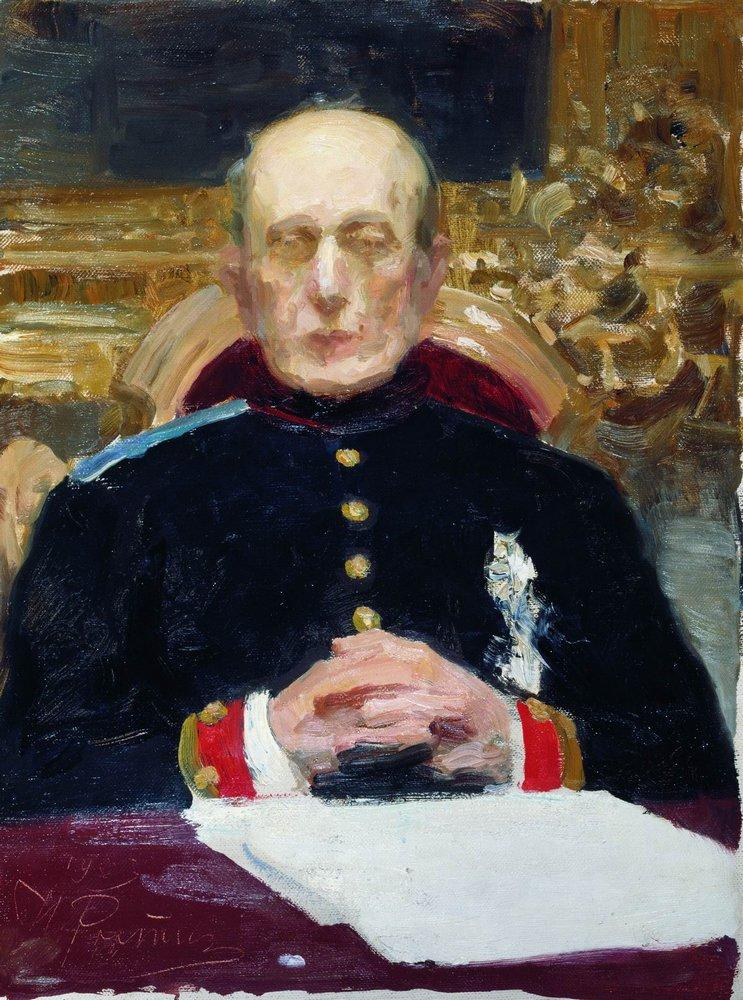
Ritratto del giurista e statista Konstantin Pobedonoscev (particolare), 1903
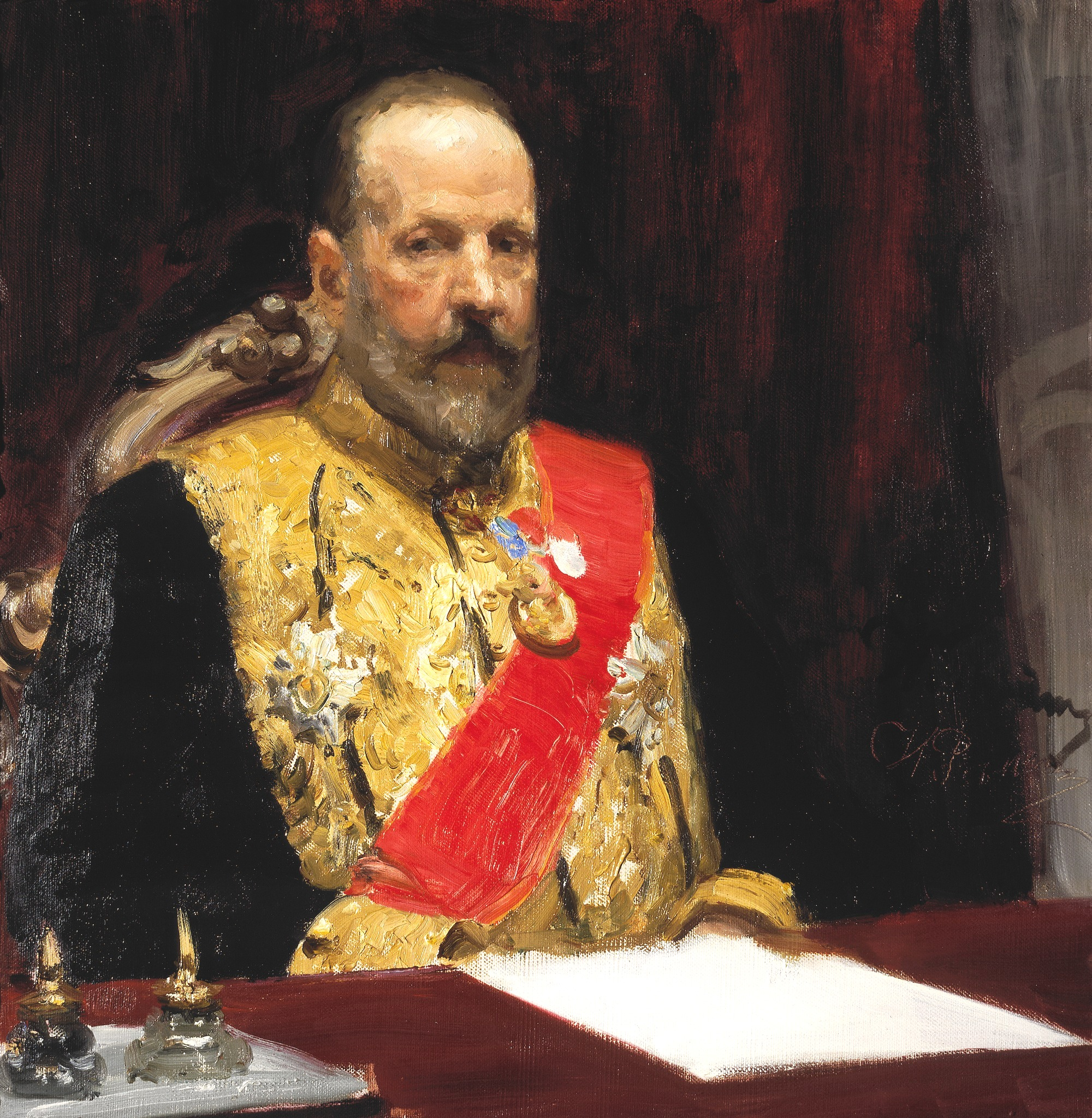
Ritratto del ministro conte de Witte, 1903
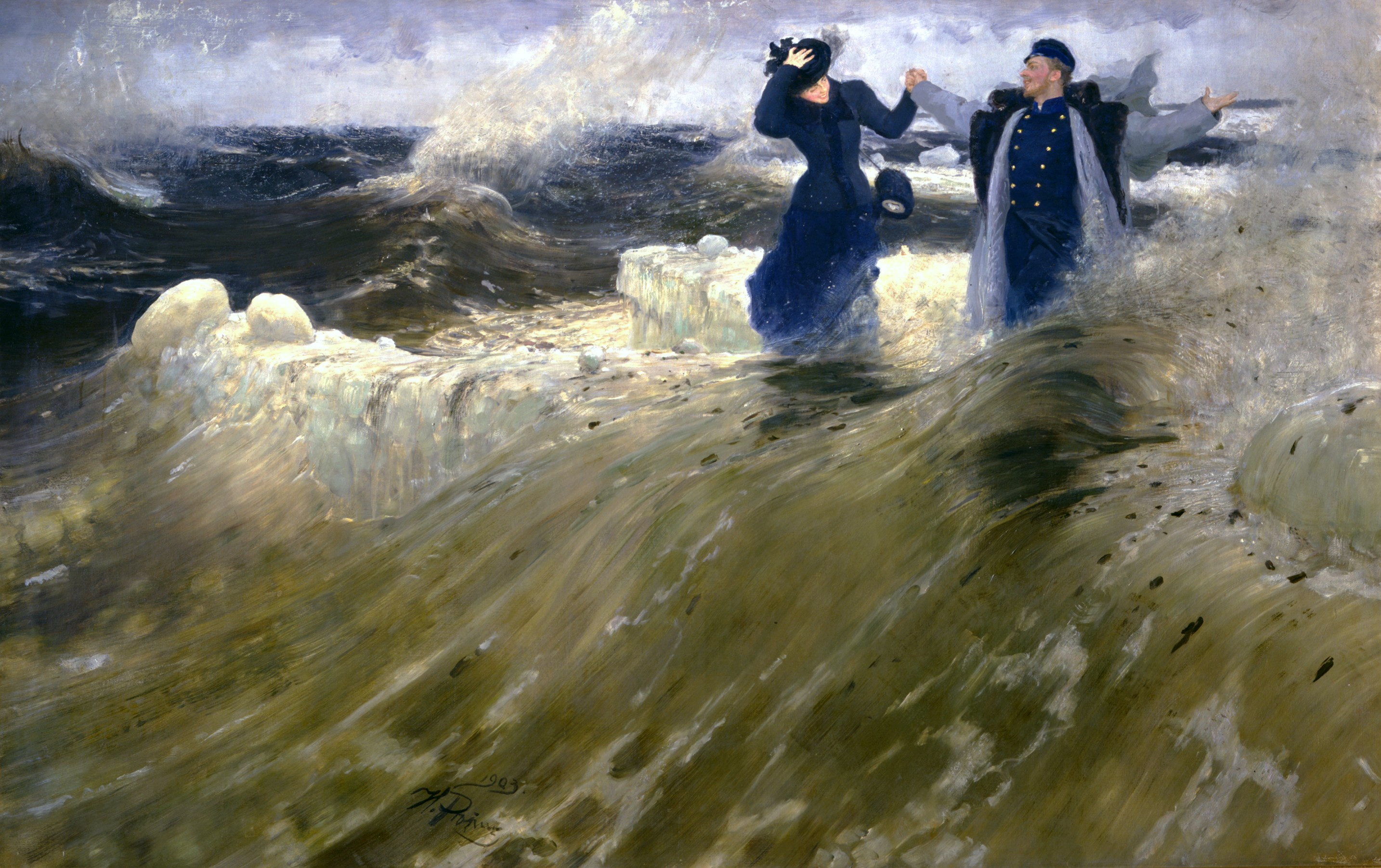
Che libertà!, 1903, Museo russo di San Pietroburgo
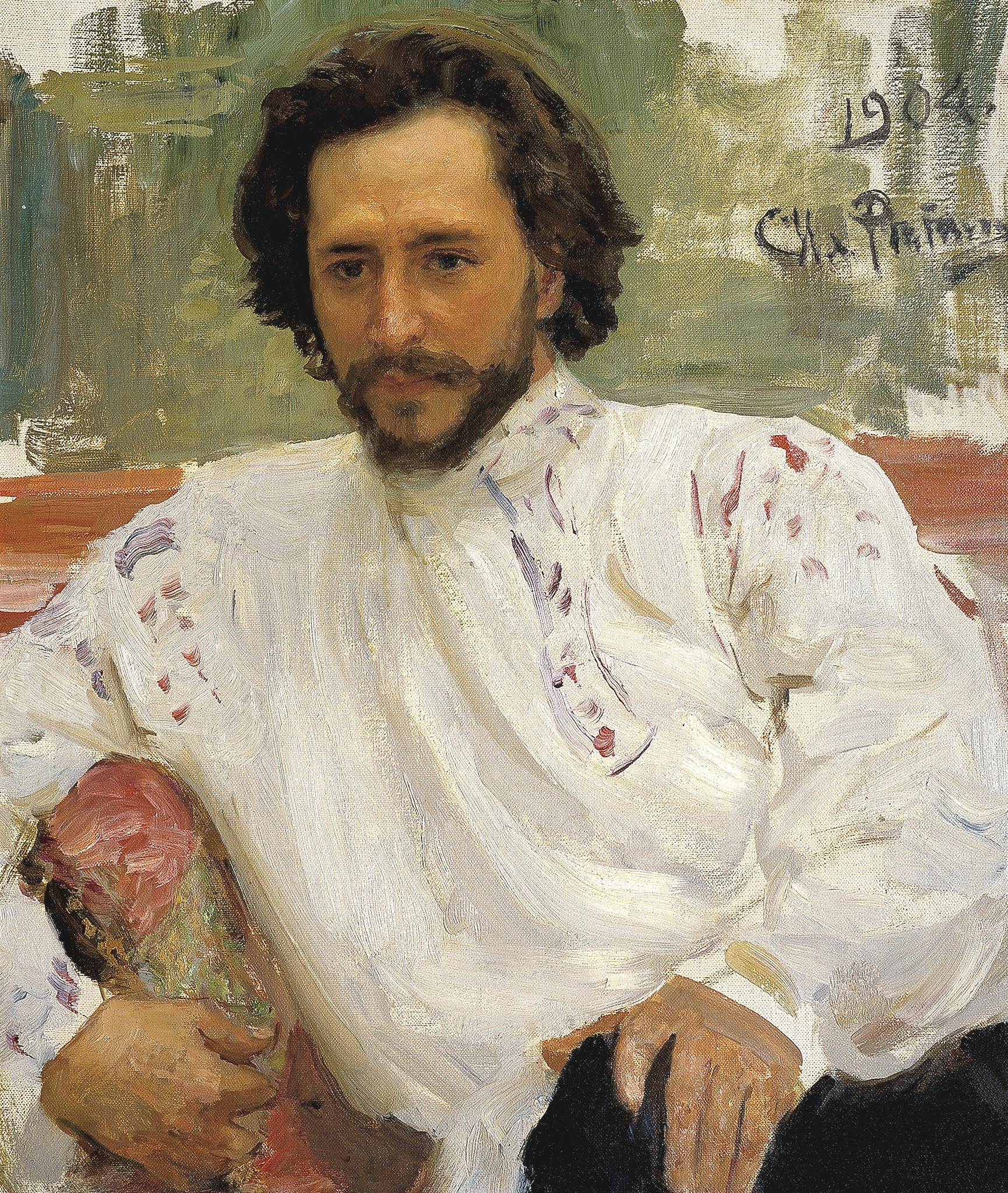
Ritratto di Leonid Nikolaevič Andreev, 1904
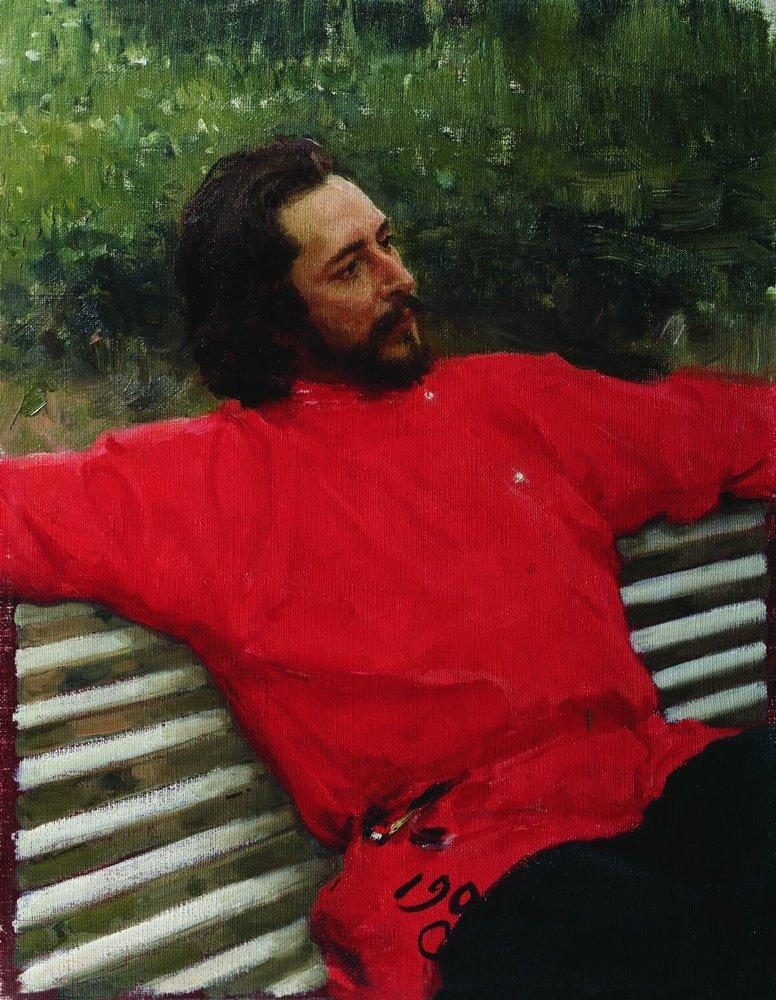
Ritratto di Leonid Nikolaevič Andreev in una pausa estiva, 1905
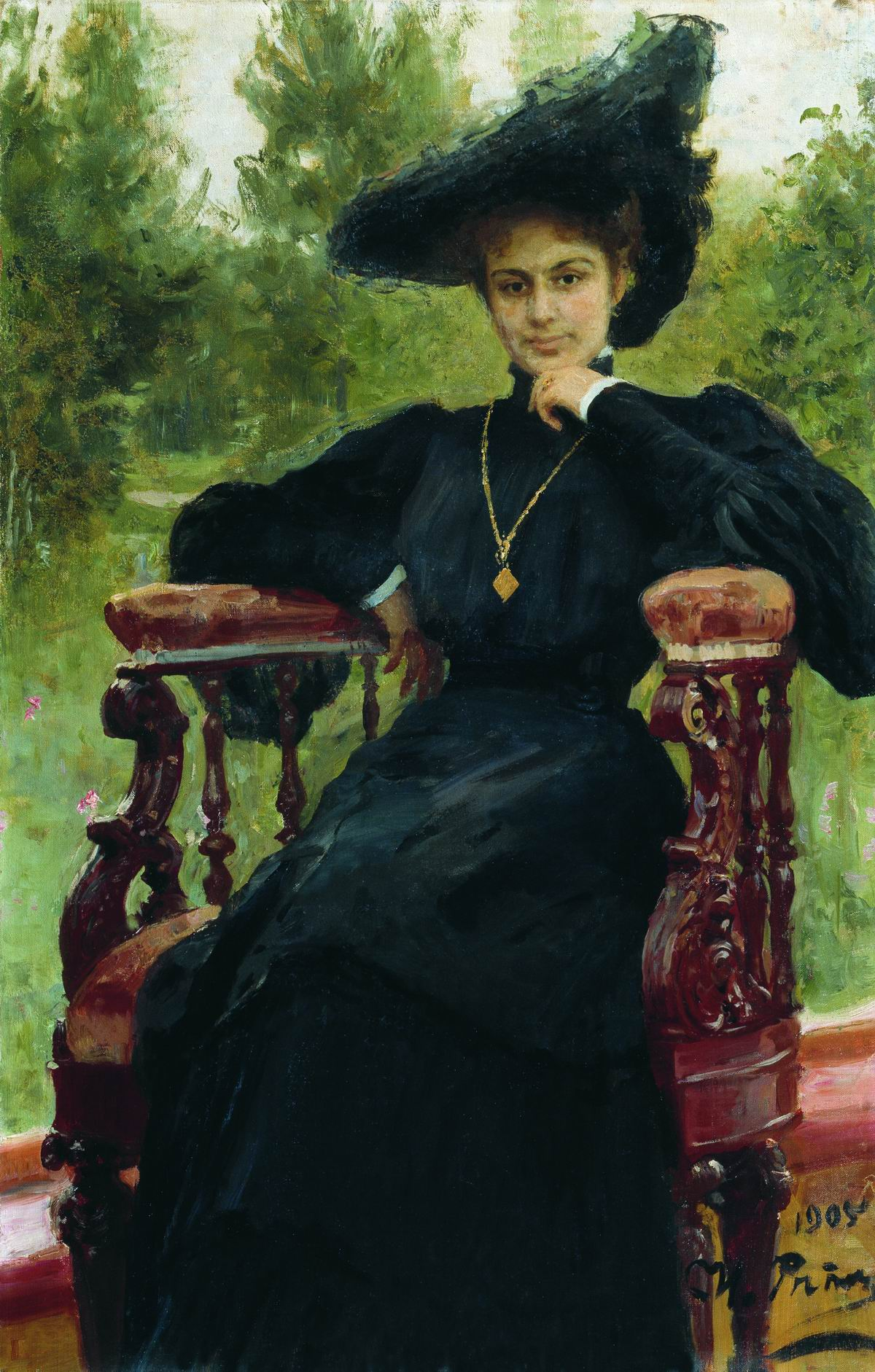
Ritratto dell'attrice Marija Fëdorovna Andreeva, 1905, Museo nazionale di belle arti della Bielorussia
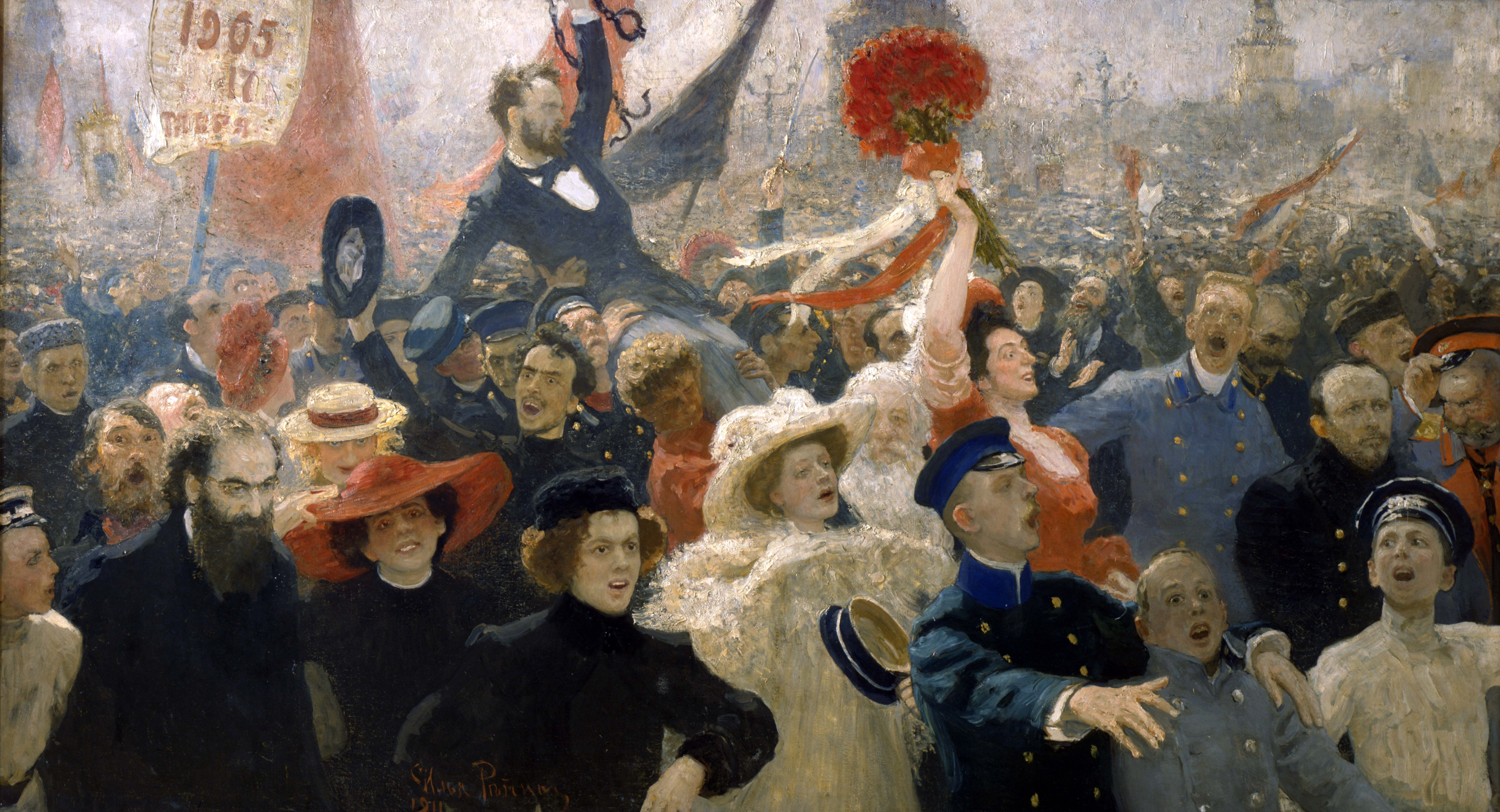
Dimostrazione del 17 ottobre 1905, 1906–1911
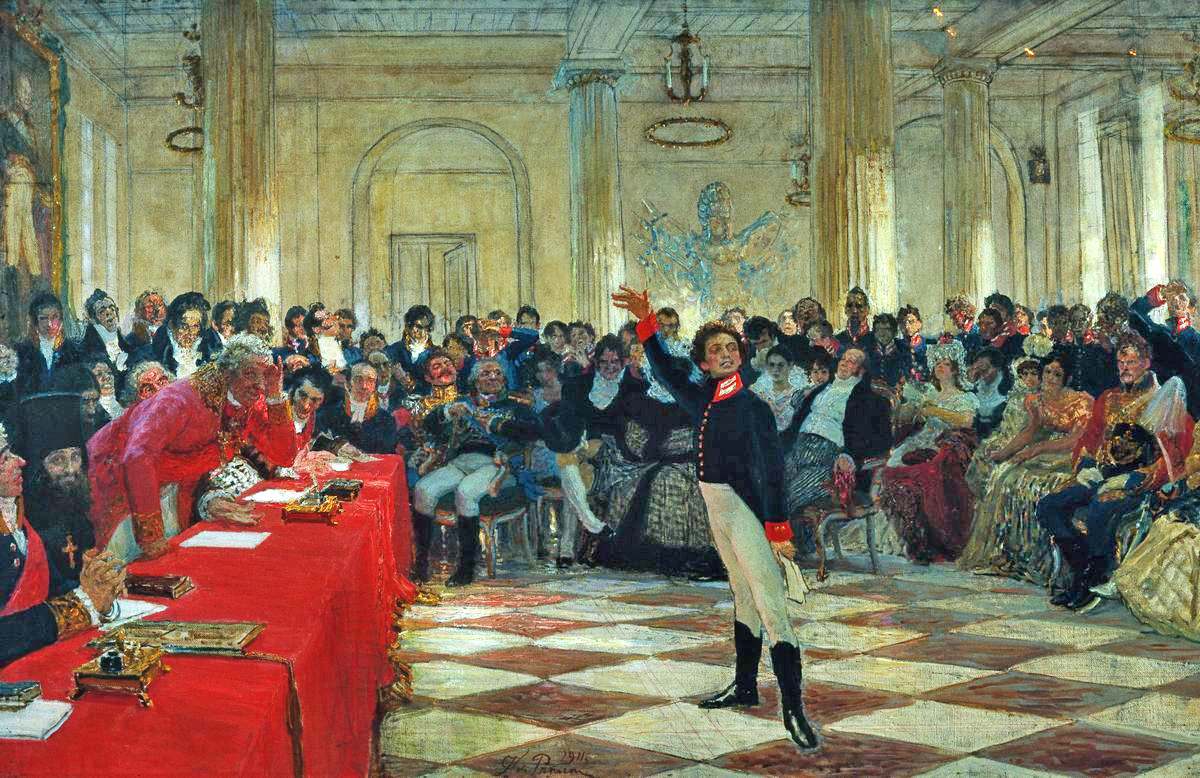
Puškin recita il proprio poema di fronte a Deržavin, 1911
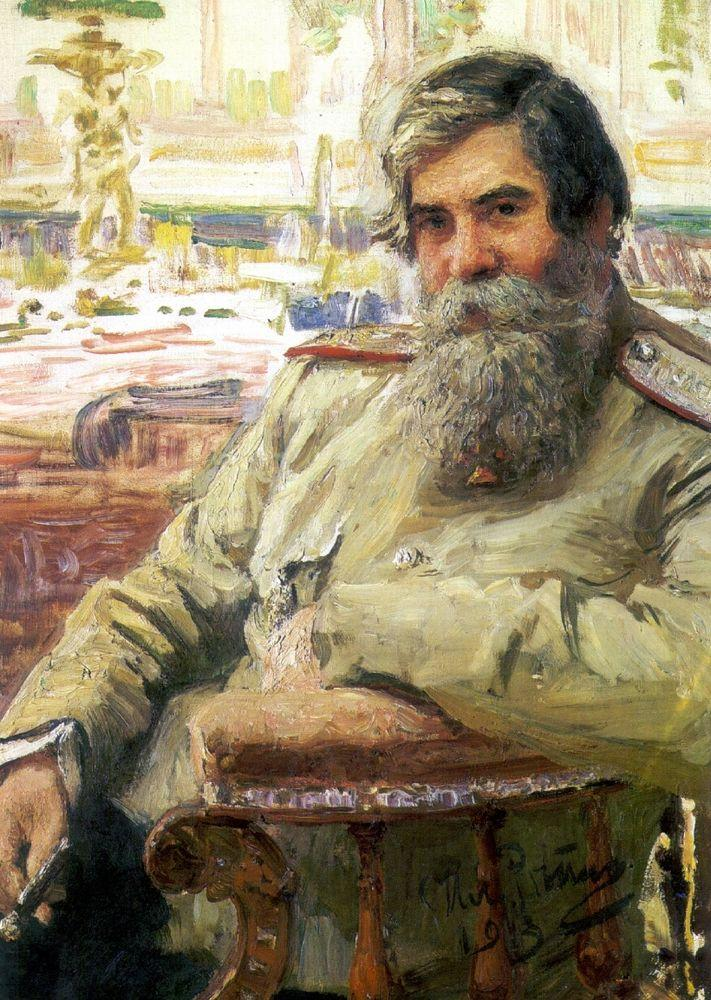
Ritratto del neurofisiologo e psichiatra Bechterev, 1913
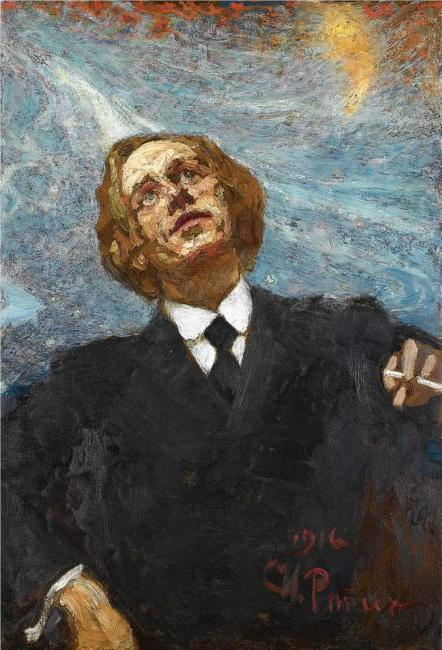
Ritratto di un poeta futurista russo, 1916